# A német birodalmi márka papírpénzei
A birodalmi márka (németül: Reichsmark; jele: ℛℳ vagy RM) a Német Birodalom pénzneme volt 1924 és 1948 között. Váltópénze a birodalmi pfennig (Reichspfennig; 1 birodalmi márka = 100 birodalmi pfennig). A birodalmi márka papírpénzeit több állami és magán pénzintézet hozta forgalomba, ugyanis a német jegybank, a Reichsbank (Birodalmi Bank) nem rendelkezett bankjegy kibocsátási monopóliummal.

## Kibocsátók

### Reichsbank(Birodalmi Bank)

#### Az 1924-es sorozat
A német jegybank, a Reichsbank (Birodalmi Bank) az első, 1924-es birodalmi márka sorozatában 10, 20, 50, 100 és 1000 birodalmi márkás címleteket bocsátott ki. Az egyes bankjegyeken szereplő portrékat az ifjabb Hans Holbein (1497-1543) híres festményeiről válogatták. Biztonsági elemek: metszetmélynyomtatás (intaglio technika), vízjel, kiterjedt dombornyomó szárazbélyegzés.

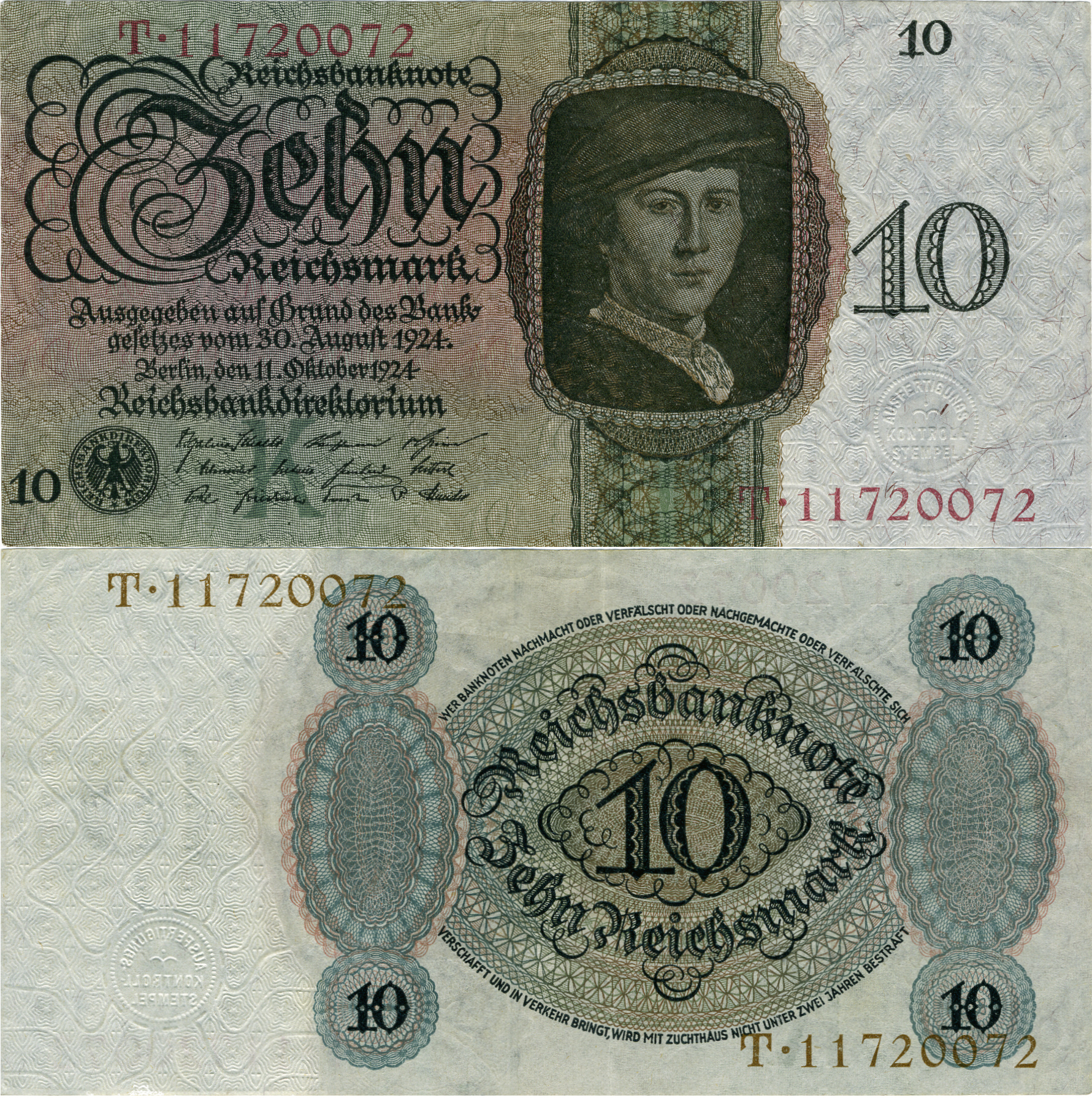
A Reichsbank 1924-es sorozatú 10 birodalmi márkás bankjegye. A portré Hans Holbein Dietrich Bornt ábrázoló festménye alapján készült.
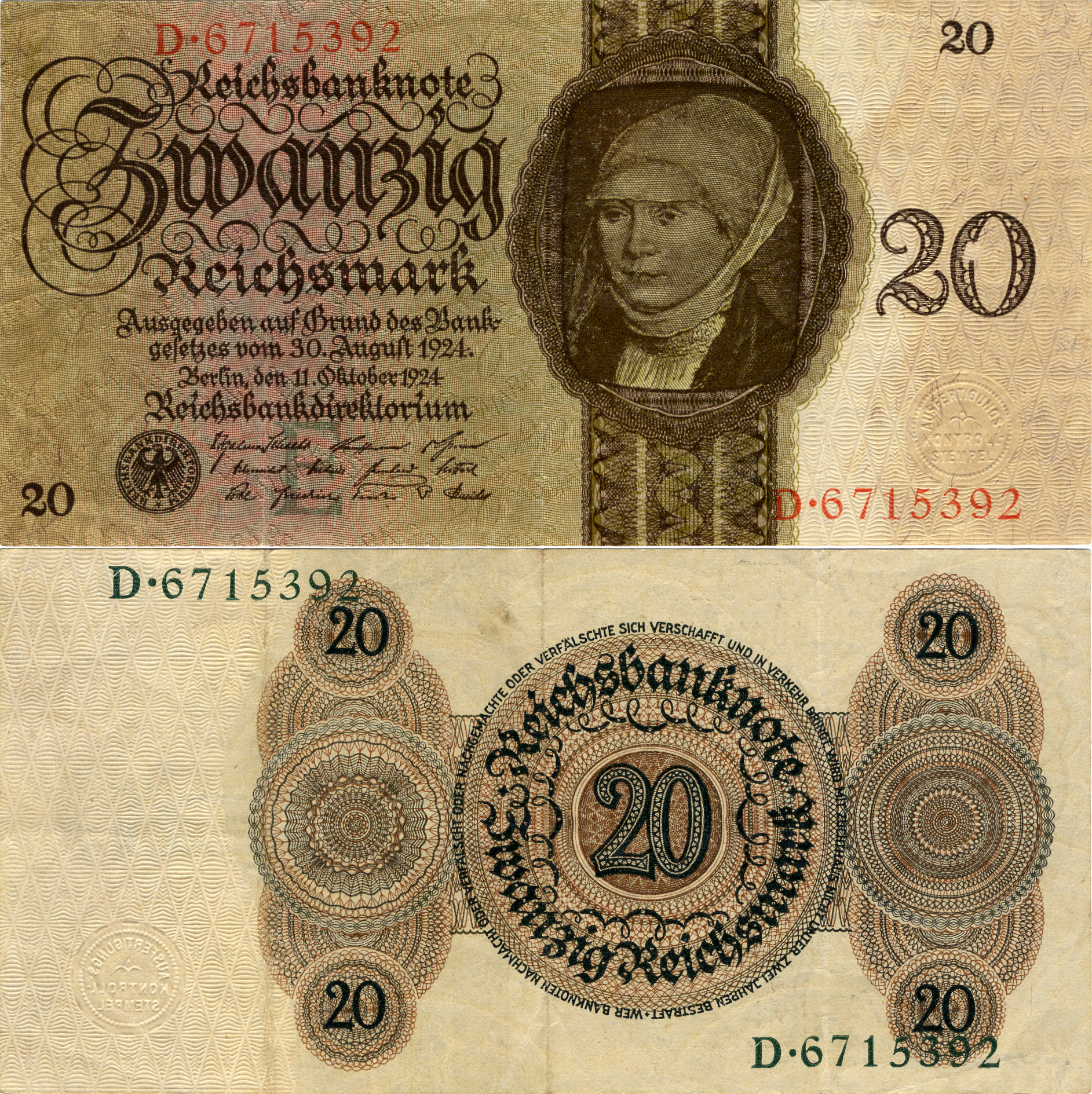
A Reichsbank 1924-es sorozatú 20 birodalmi márkás bankjegye. A portré Hans Holbein festménye alapján készült.
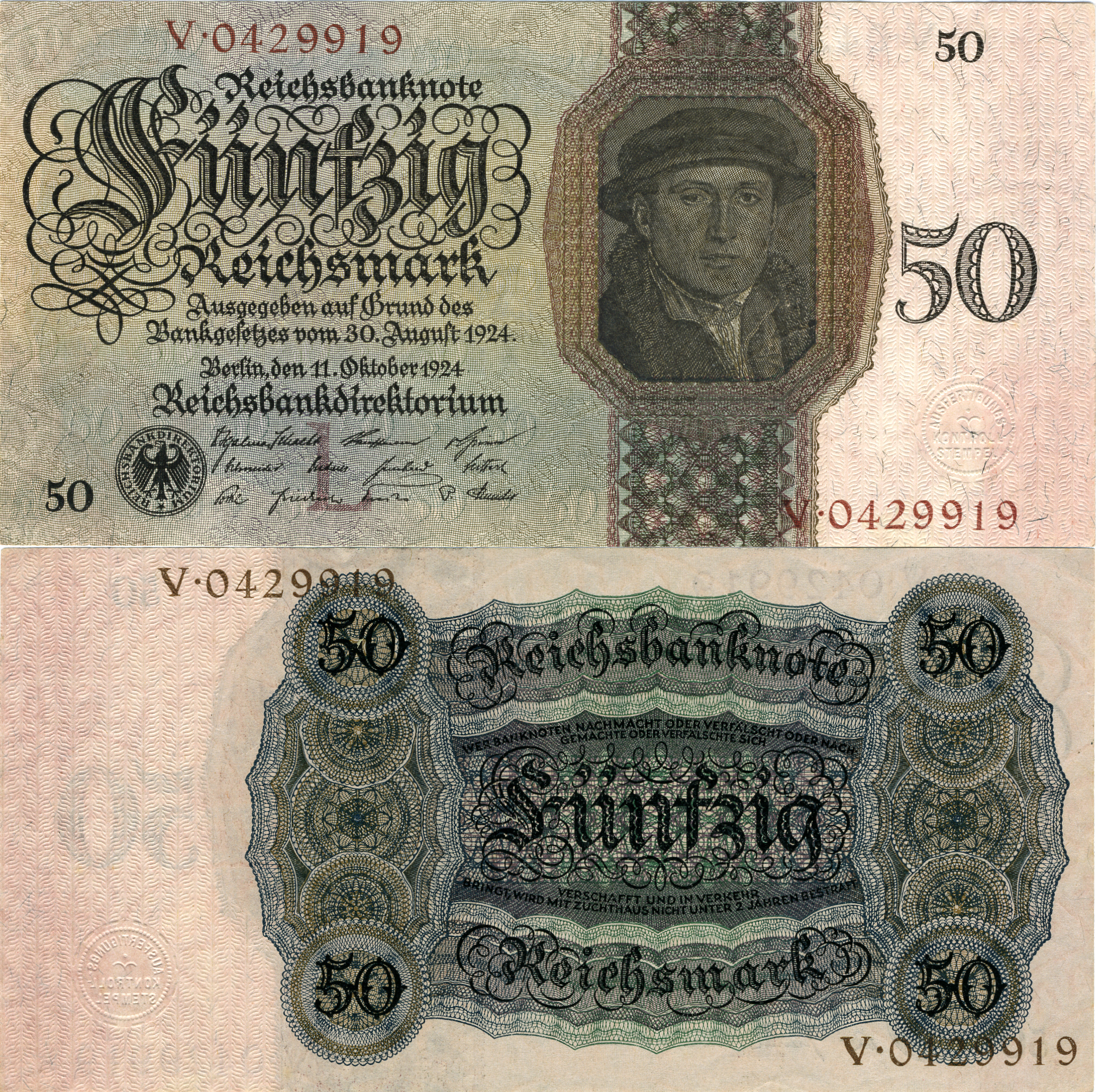
A Reichsbank 1924-es sorozatú 50 birodalmi márkás bankjegye. A portré Hans Holbein festménye alapján készült.
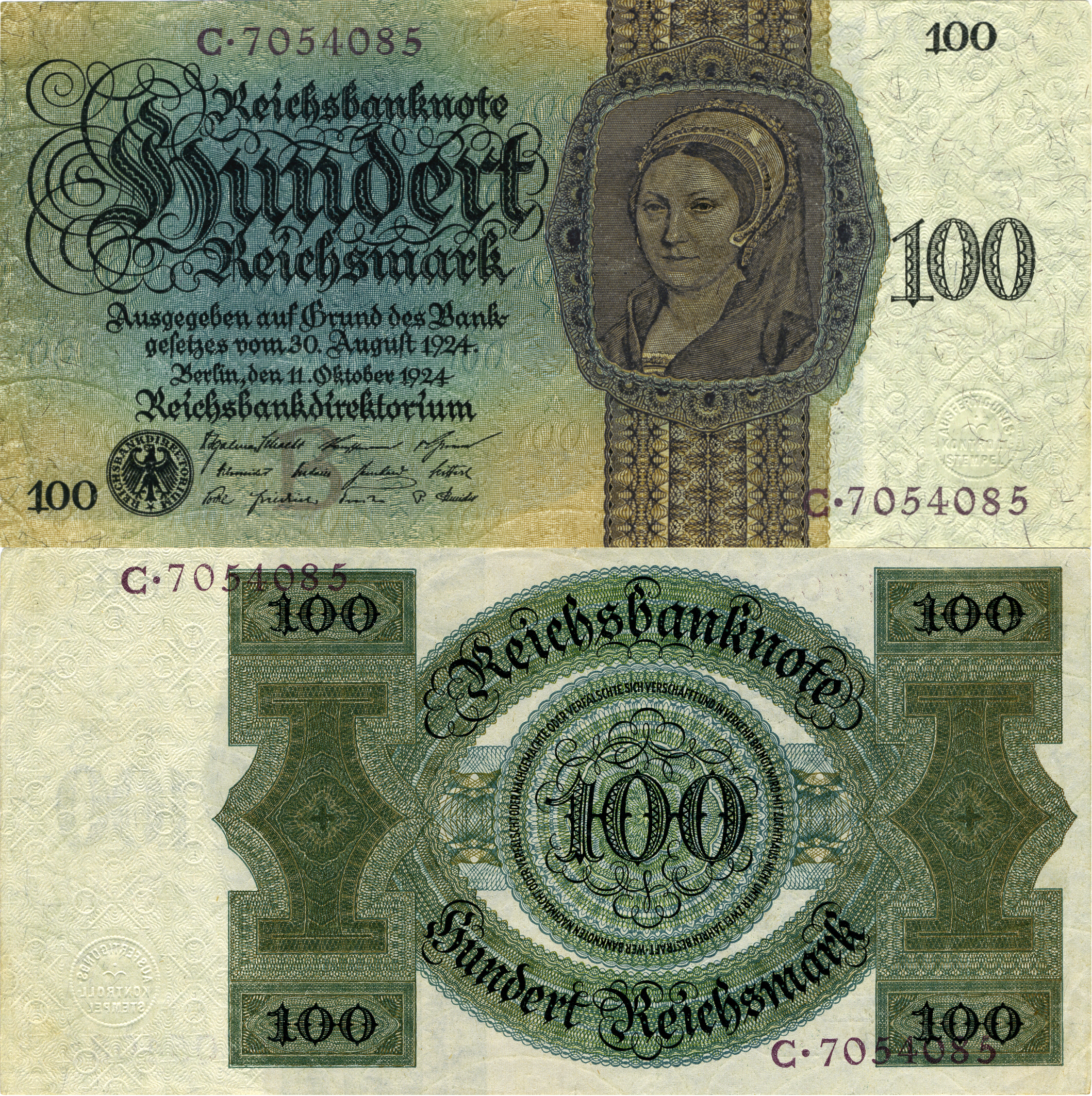
A Reichsbank 1924-es sorozatú 100 birodalmi márkás bankjegye. A portré Hans Holbein Egy angol hölgy képmása (Bildnis einer englischen Dame) című festménye alapján készült.
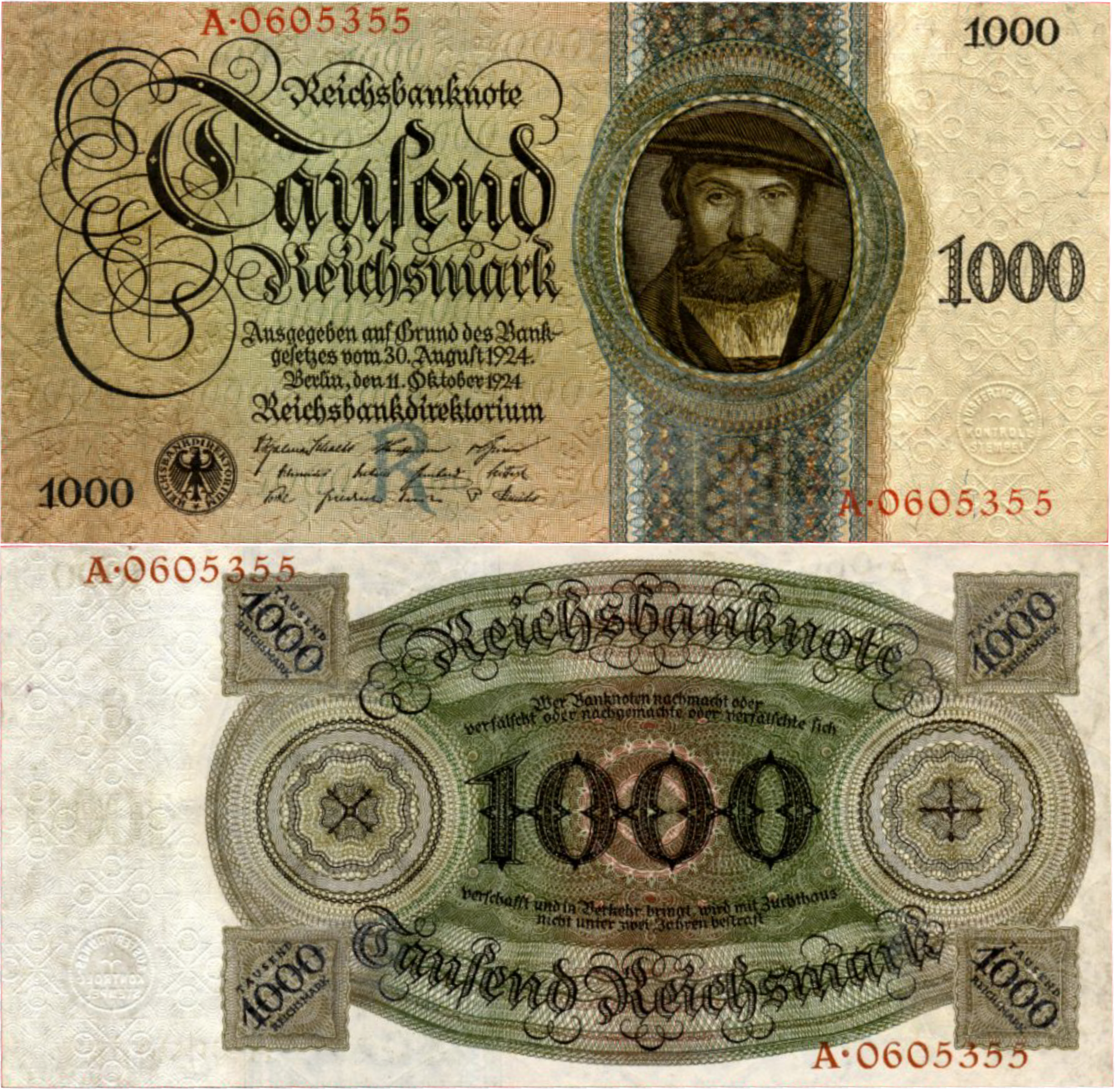
A Reichsbank 1924-es sorozatú 1000 birodalmi márkás bankjegye. A portré Hans Holbein Wedigh kölni kereskedőt ábrázoló festménye alapján készült.

#### Az 1929-1936-os sorozat
A következő egységes sorozat egyes címleteit csak fokozatosan, 1929 és 1936 között helyezték forgalomba. A sorozat két utoljára kiadott tagján, a 100 és az 1000 birodalmi márkás címleten már megjelent a horogkereszt ábrázolása is.
Míg az előoldalra híres német személyiségek portréi, addig a hátoldalra allegorikus alakok kerültek. Biztonsági elemeik: metszetmélynyomtatás (intaglio technika), vízjel, kiterjedt dombornyomó szárazbélyegzés.A 10, 20, 50 és 100 márkások 1940-1941-ig úgynevezett "Kreuz-Iris" alapnyomattal készültek.

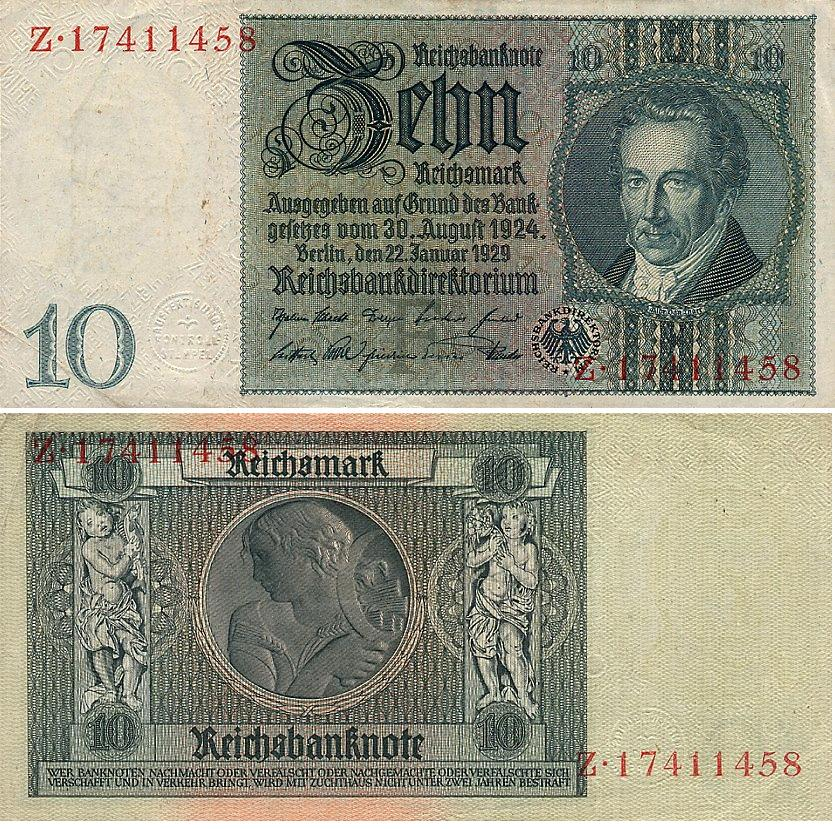
A Reichsbank 1929-es sorozatú 10 birodalmi márkás bankjegye. Az előoldalán Albrecht Daniel Thaer (1752-1828) portréjával, a hátoldalon allegorikus alakok és parasztlány ábrázolása látható.
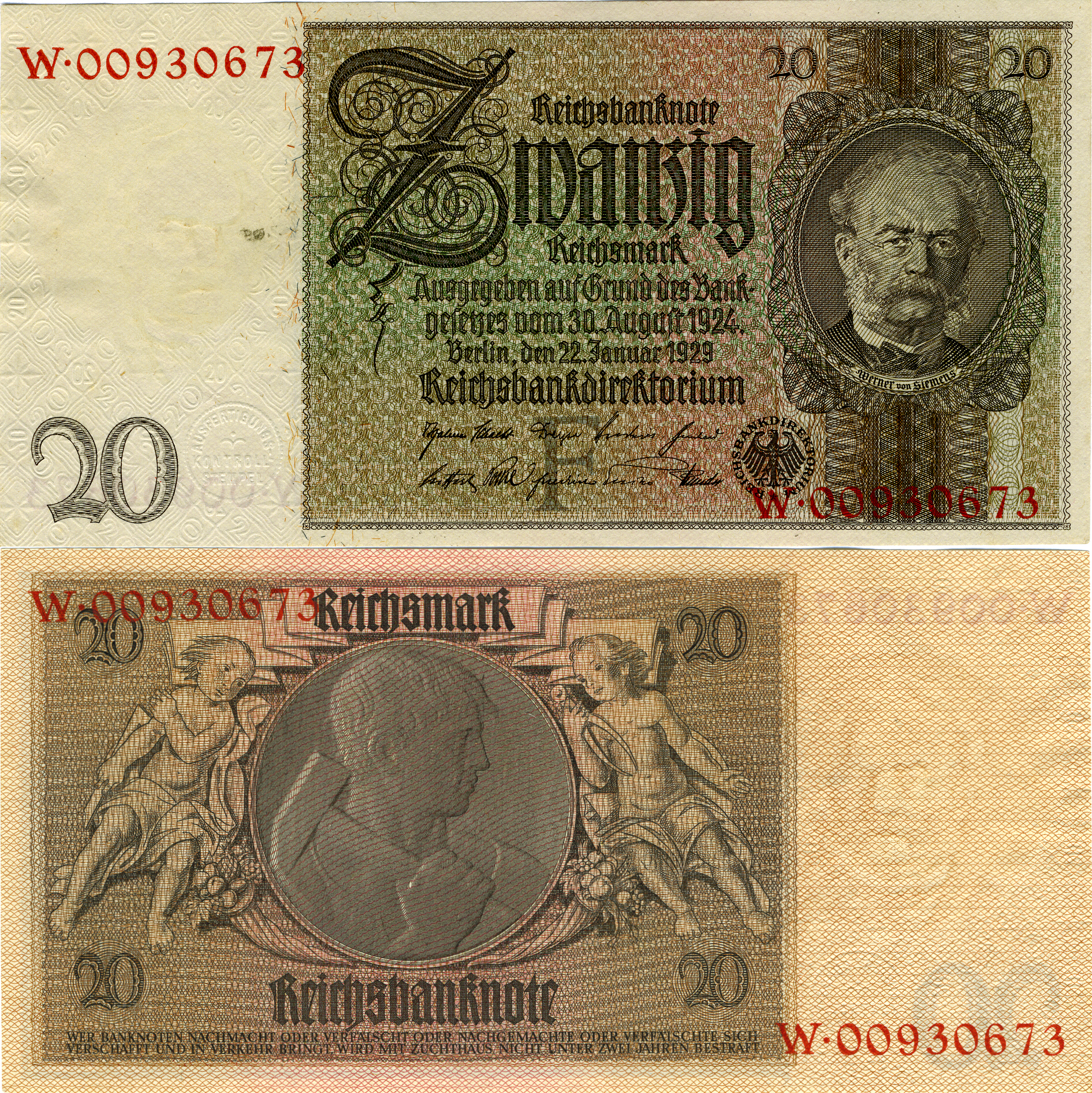
A Reichsbank 1929-es sorozatú 20 birodalmi márkás bankjegye. Az előoldalán  Werner von Siemens (1816-1892) portréjával, a hátoldalon allegorikus alakok és kalapácsot tartó férfi ábrázolása látható.
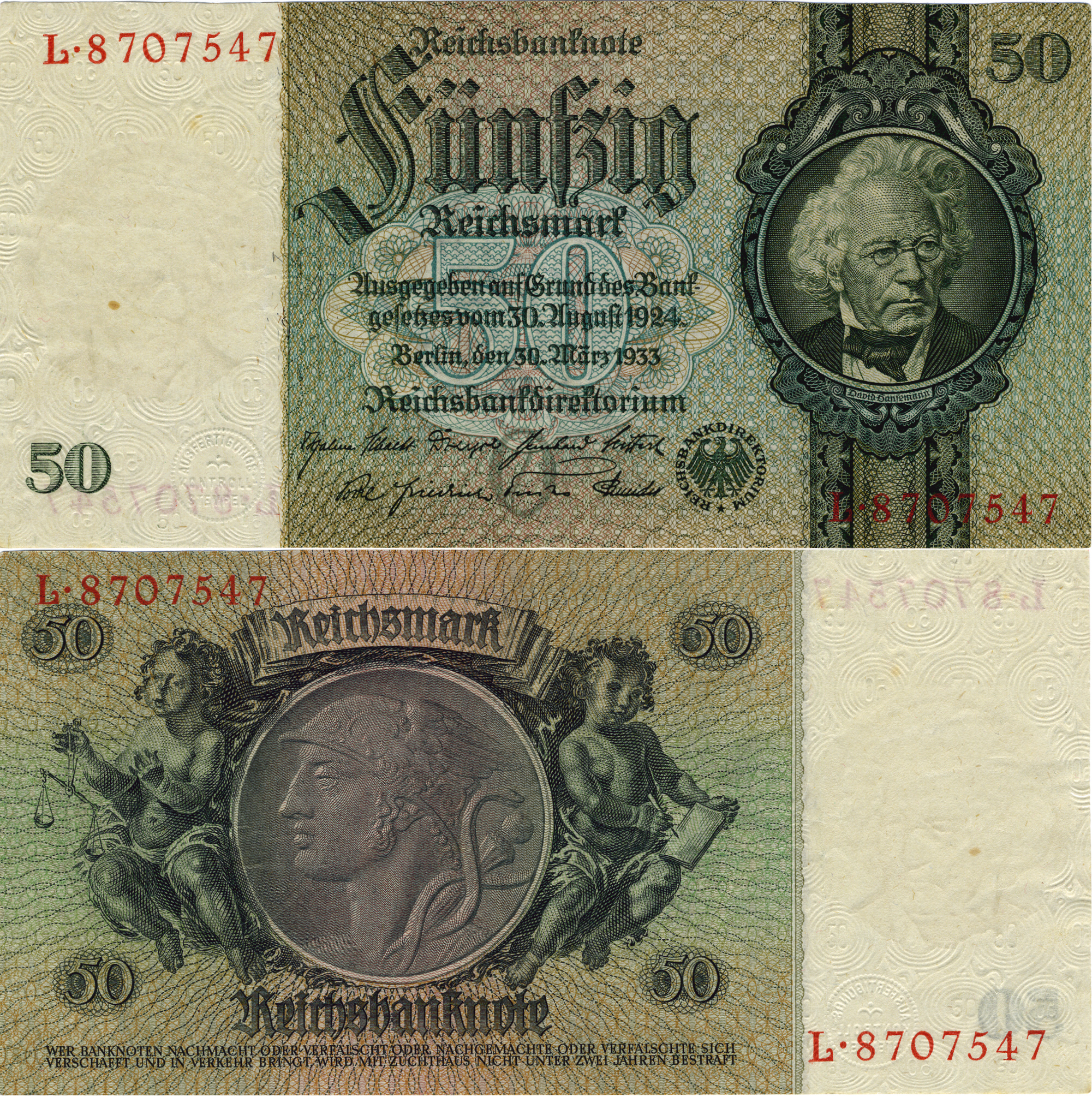
A Reichsbank 1933-as sorozatú 50 birodalmi márkás bankjegye. Az előoldalán David Hansemann (1790-1864) portréjával, a hátoldalon allegorikus alakok ("Törvény" és az "Irodalom"), valamint Mercurius ábrázolása látható.
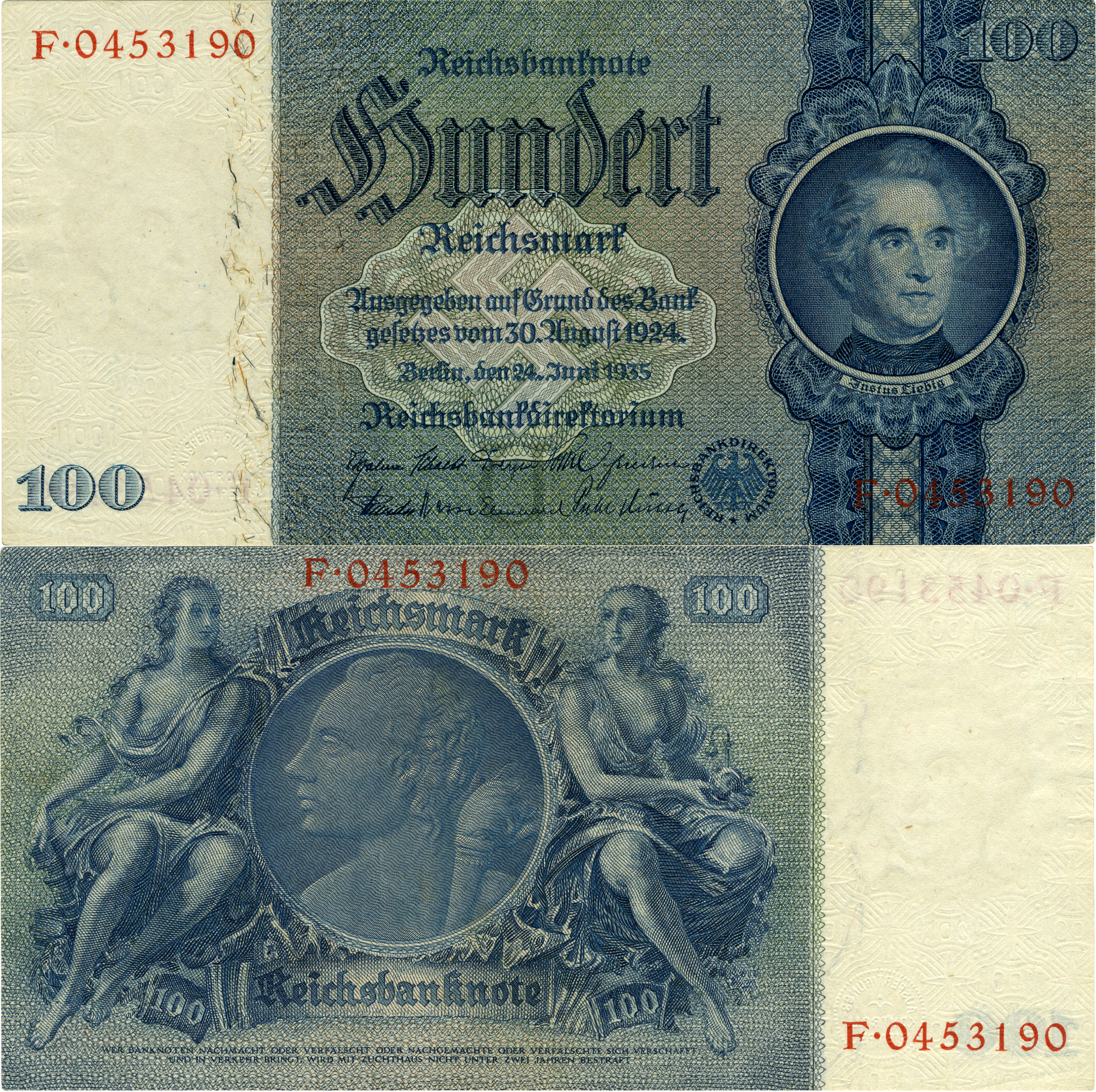
A Reichsbank 1935-ös sorozatú 100 birodalmi márkás bankjegye. Az előoldalán Justus von Liebig (1803-1873) portréjával, a hátoldalon allegorikus alakok és fáklyát tartó férfi ábrázolása látható.
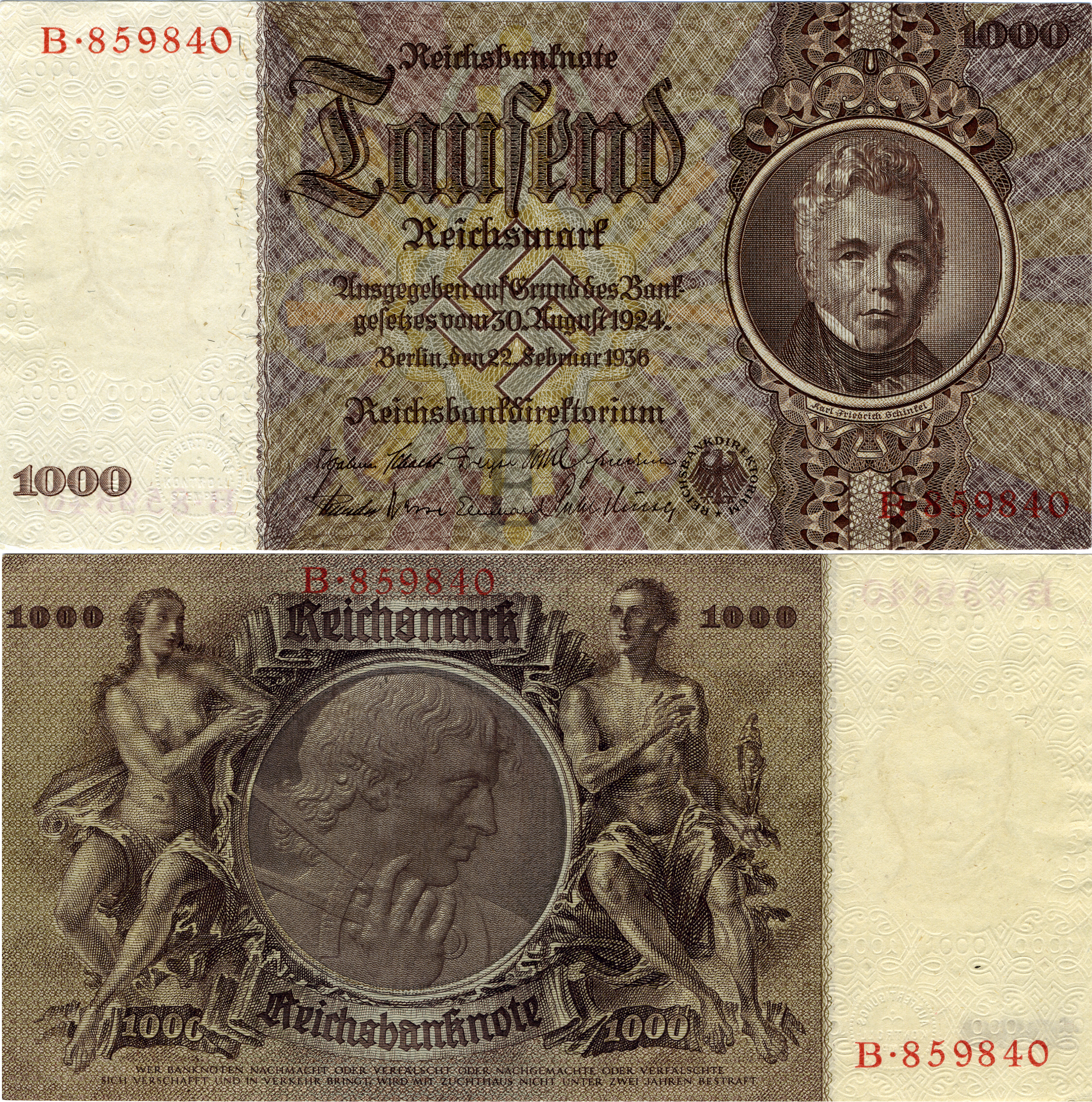
A Reichsbank 1936-os sorozatú 1000 birodalmi márkás bankjegye. Az előoldalán Karl Friedrich Schinkel (1781-1841) portréjával, a hátoldalon allegorikus alakok és körzőt tartó férfi ábrázolása látható.

##### AReichsbankgrazi, linzi és salzburgi fiókjainak szükségkibocsátása (1945)
A Reichsbank grazi, linzi és salzburgi fiókjai 1945-ben, a készpénzhiány enyhítésére fotómechanikai sokszorosítóeljárással készült, az eredetihez képest rendkívül gyenge minőségű, kissé módosított kinézetű 10, 50 és 100 birodalmi márkás bankjegyeket állítottak elő. A másolatok előoldalán, a bal alsó sarokban az eredeti változattól eltérő karakterű értékjelzés szerepelt, valamint a vízjelmezőre az alábbi feliratot nyomtatták: "Wer Banknoten nachmacht oder verfälscht oder nachgemachte oder verfälschte sich verschafft und in Verkher bringt, wird mit Zuchthaus nicht unter zwei Jahren bestraft." ("Aki bankjegyeket másol, vagy hamisít, vagy másolt, vagy hamisított bankjegyeket magának beszerez, és forgalomba hoz, két évnél nem kevesebb börtönnel büntettetik.")
A 10 birodalmi márkást az 1929-es típusú, D 02776733 sorozatszámú bankjegy fotómechanikai sokszorosítóeljárással készült másolataként nyomtatták.

Az 50 birodalmi márkás az 1933-as típusú, E 06647727 sorozatszámú bankjegy fotómechanikai sokszorosítóeljárással készített másolata volt.
A 100 birodalmi márkást pedig az 1935-ös típusú, T 7396475 sorozatszámú bankjegy fotómechanikai sokszorosítóeljárással készült másolataként nyomtatták.

#### Az 1939-es 20 birodalmi márkás és az 1942-es 5 birodalmi márkás címlet
1939. június 15-i dátummal egy egyedi 20 birodalmi márkás bankjegy is kibocsátására került, ennek dizájnja egy kiadatlan, 1936-os 100 osztrák schillinges bankjegyterven alapult. A típus csak kisebb mennyiségben került forgalomba, a 20 birodalmi márkás címlet fő típusa továbbra is az 1929-es változat maradt. Biztonsági elemeik: metszetmélynyomtatás (intaglio technika), vízjel, kiterjedt dombornyomó szárazbélyegzés. 1942-ben a Reichsbank a kis címletek használatára megnövekedett igény kielégítése érdekében egy 5 birodalmi márkás bankjegyet is forgalomba hozott.

#### Reichsbank/Reichsverteidigungskommissar Sudetenland und Niederschlesien20 birodalmi márkás szükségkibocsátás (1945)
A Reichsbank 1945. április 28-i dátummal a Szudétavidék és Alsó-Szilézia birodalmi védelmi biztosának (Reichsverteidigungskommissar Sudetenland und Niederschlesien) rendeletére, ezen területek számára egy egyedi tervezésű, 20 birodalmi márkás szükségbankjegyet bocsátott ki.

### Deutsche Rentenbank(Német Járadékbank)
Az állami Deutsche Rentenbank (Német Járadékbank) 1923-tól folyamatosan bocsátott ki a birodalmi márkával egyenértékű Rentenmark (járadékmárka) bankjegyeket.

#### Az 1923-as sorozat
Az első sorozatot 1923-ban hozták forgalomba, ez 1, 2, 5, 10, 50, 100, 500 és 1000 járadékmárkás címletekből állt.

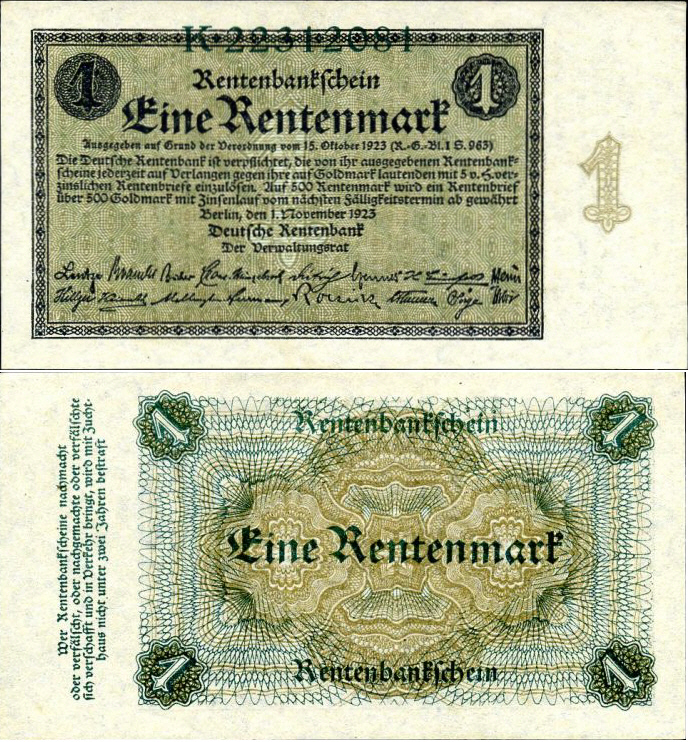
A Deutsche Rentenbank 1 járadékmárkás (Rentenmark) bankjegye 1923-ból..
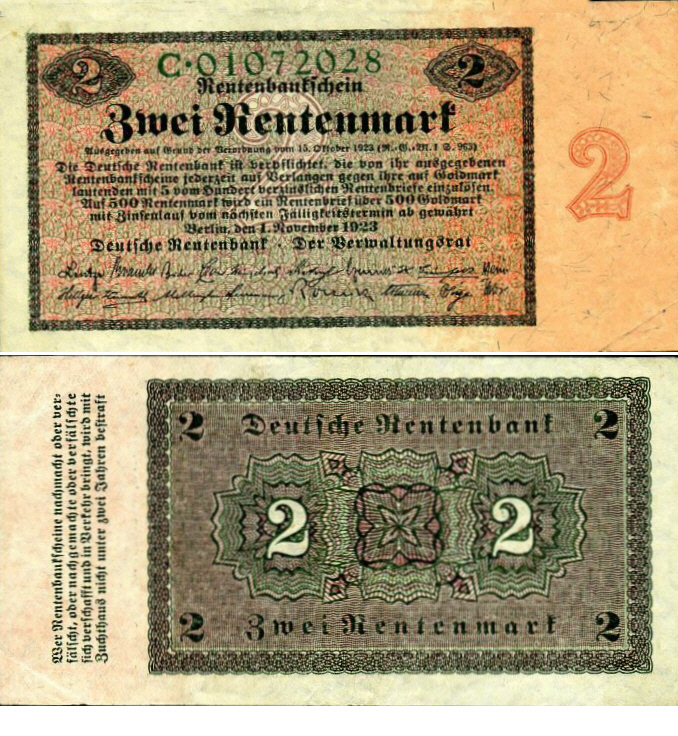
A Deutsche Rentenbank 2 járadékmárkás (Rentenmark) bankjegye 1923-ból.
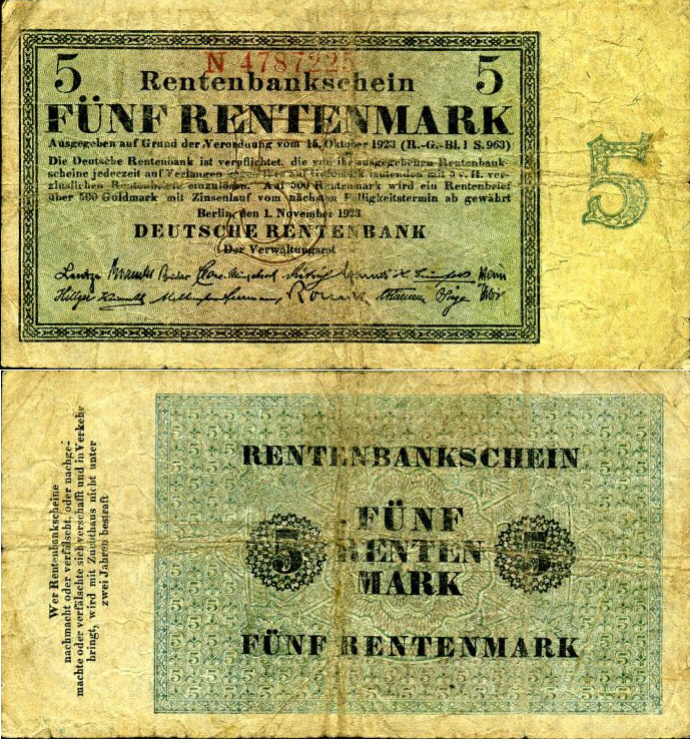
A Deutsche Rentenbank 5 járadékmárkás (Rentenmark) bankjegye 1923-ból.
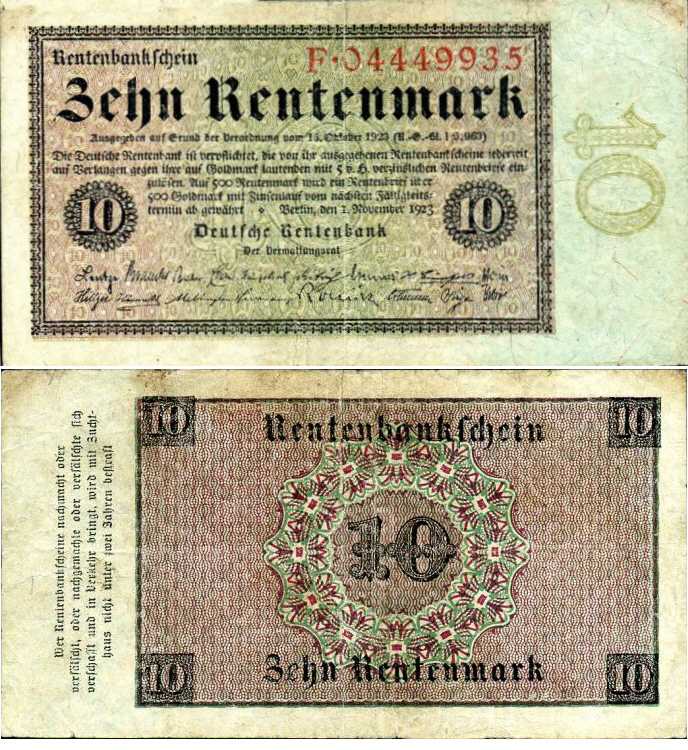
A Deutsche Rentenbank 10 járadékmárkás (Rentenmark) bankjegye 1923-ból.
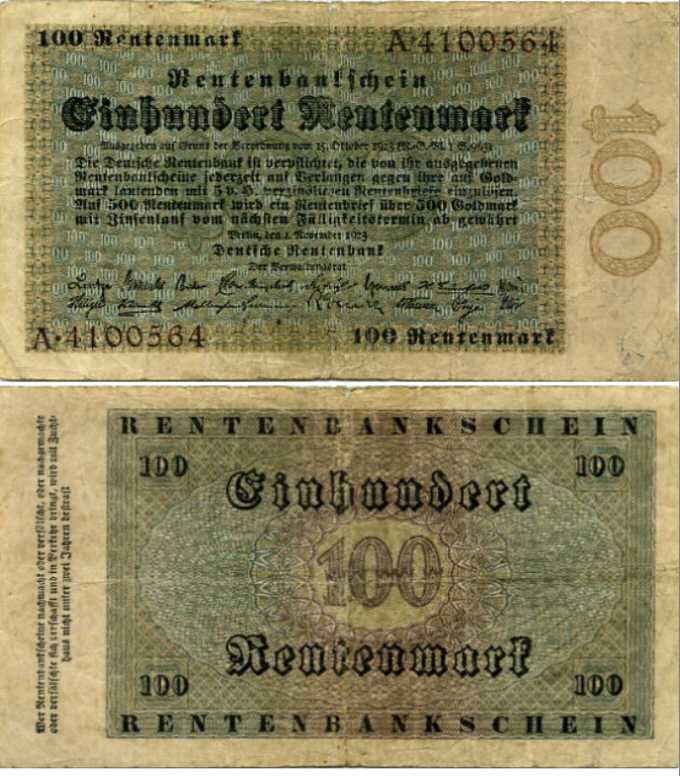
A Deutsche Rentenbank 100 járadékmárkás (Rentenmark) bankjegye 1923-ból.
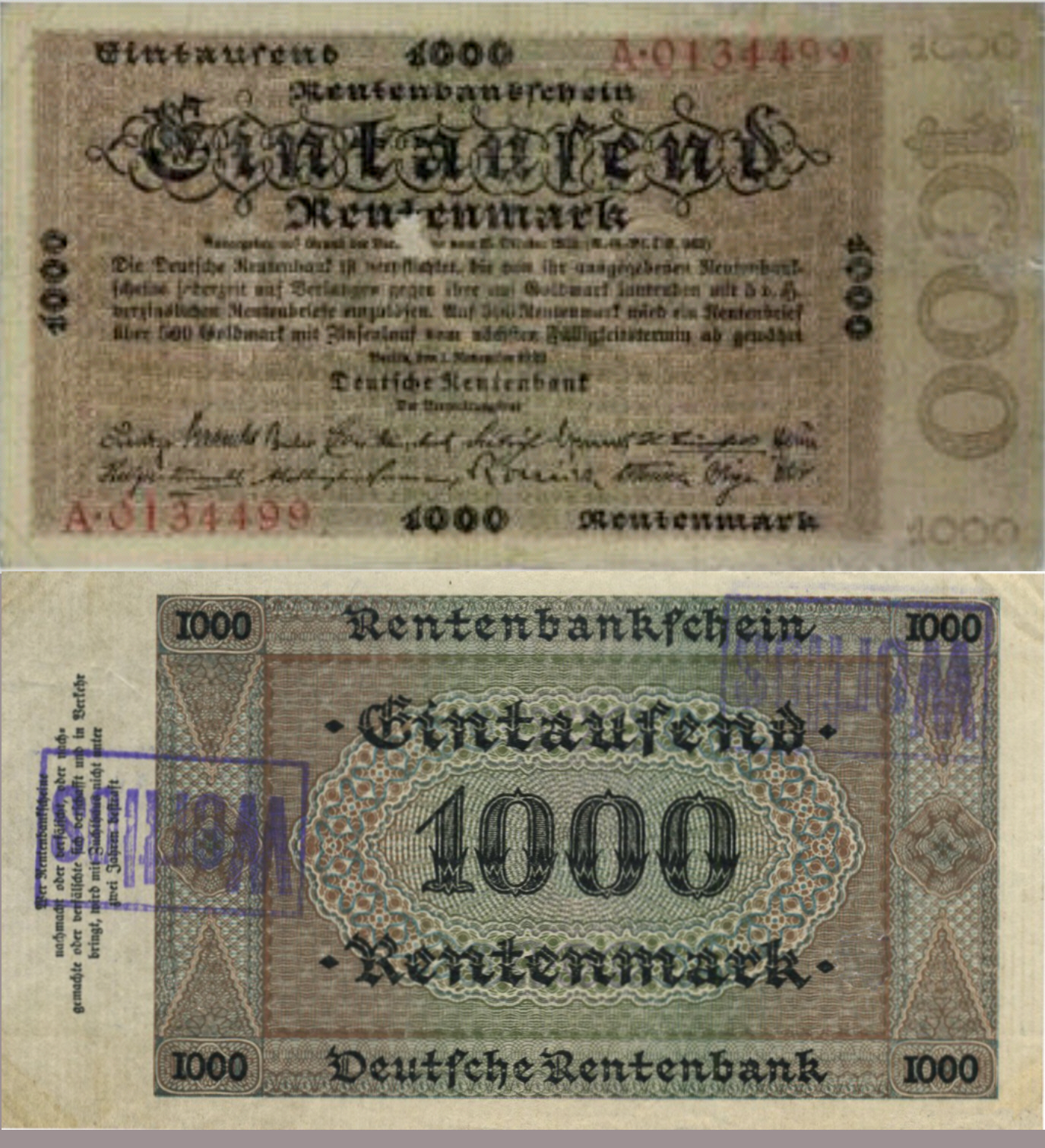
A Deutsche Rentenbank 1000 járadékmárkás (Rentenmark) bankjegye 1923-ból, érvénytelenítő ("Wertlos" - "értéktelen") felülbélyegzéssel.

#### Az 1925-1926-os sorozat
1925-ben teljesen új típusú 10 és 50, 1926-ban pedig 5 járadékmárkás címleteket hoztak forgalomba. Biztonsági elemeik: metszetmélynyomtatás (intaglio technika), vízjel, kiterjedt dombornyomó szárazbélyegzés.

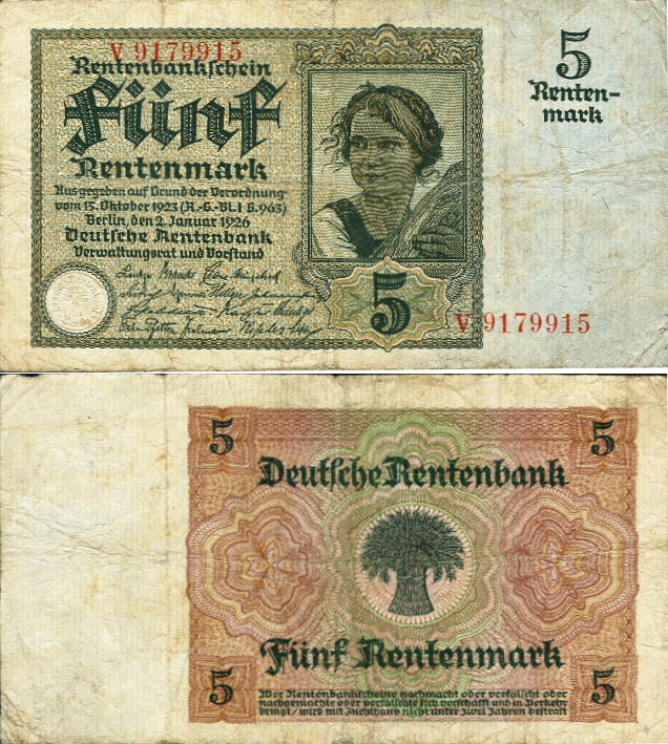
A Deutsche Rentenbank 5 járadékmárkás (Rentenmark) bankjegye 1926-ból.
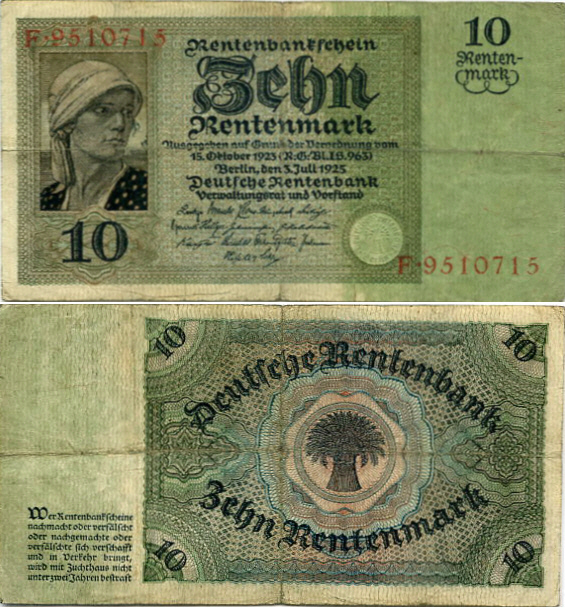
A Deutsche Rentenbank 10 járadékmárkás (Rentenmark) bankjegye 1925-ből.
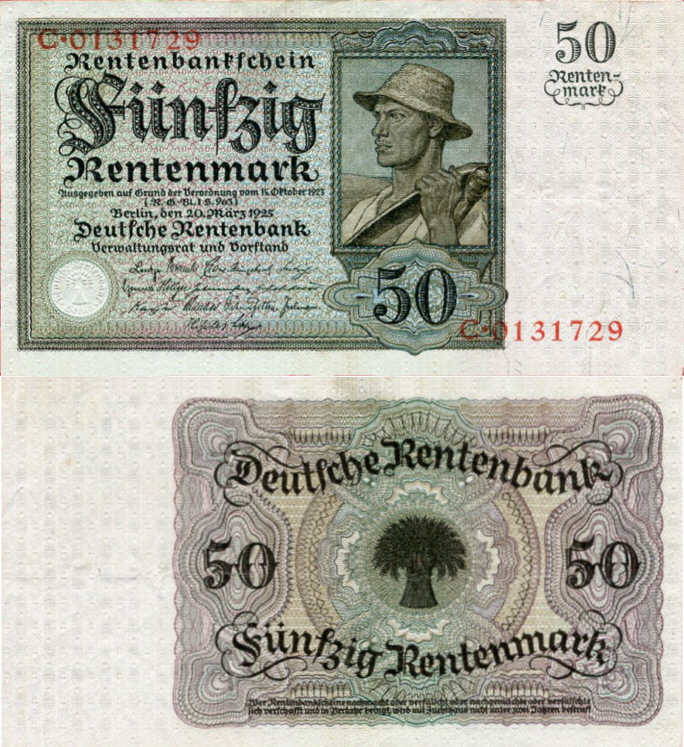
A Deutsche Rentenbank 50 járadékmárkás (Rentenmark) bankjegye 1925-ből.

#### Az 1934-1937-es sorozat
1934-ben egy újabb, Heinrich Friedrich Karl Reichsfreiherr vom und zum Stein portréját ábrázoló 50 járadékmárkás került forgalomba, végül 1937-től ismét nyomtattak 1 és 2 járadékmárkás bankjegyeket. Biztonsági elemeik: metszetmélynyomtatás (intaglio technika), vízjel, kiterjedt dombornyomó szárazbélyegzés.

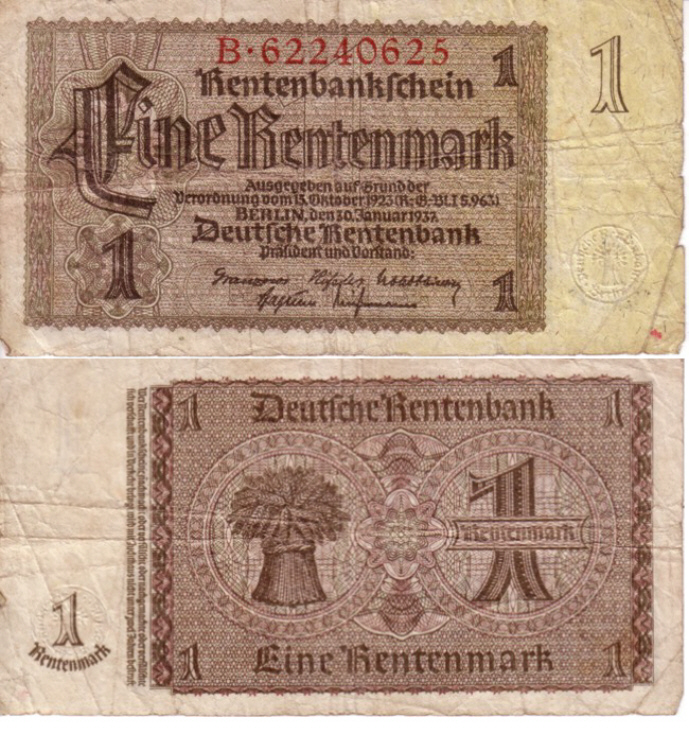
A Deutsche Rentenbank 1 járadékmárkás (Rentenmark) bankjegye 1937-ből.
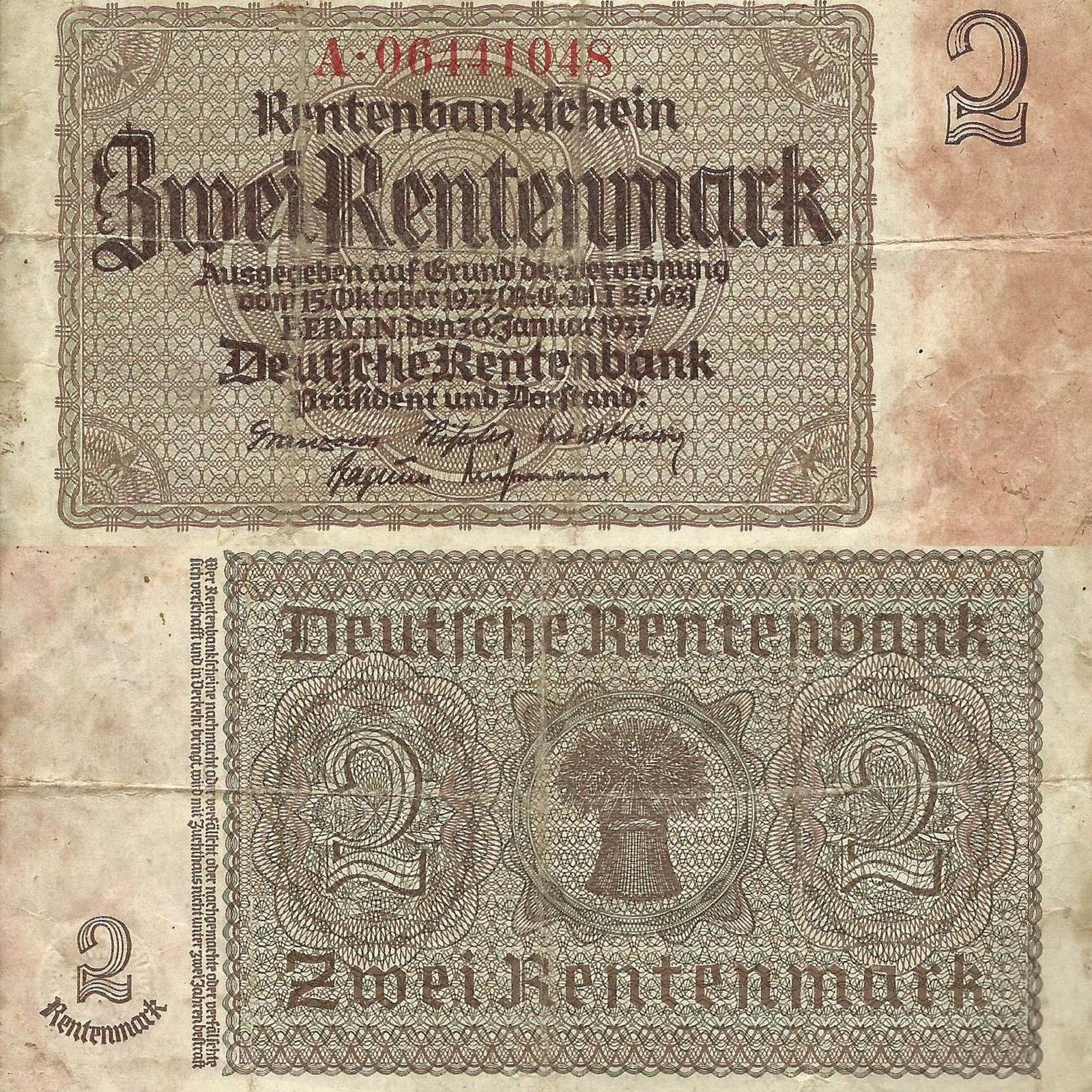
A Deutsche Rentenbank 2 járadékmárkás (Rentenmark) bankjegye 1937-ből.
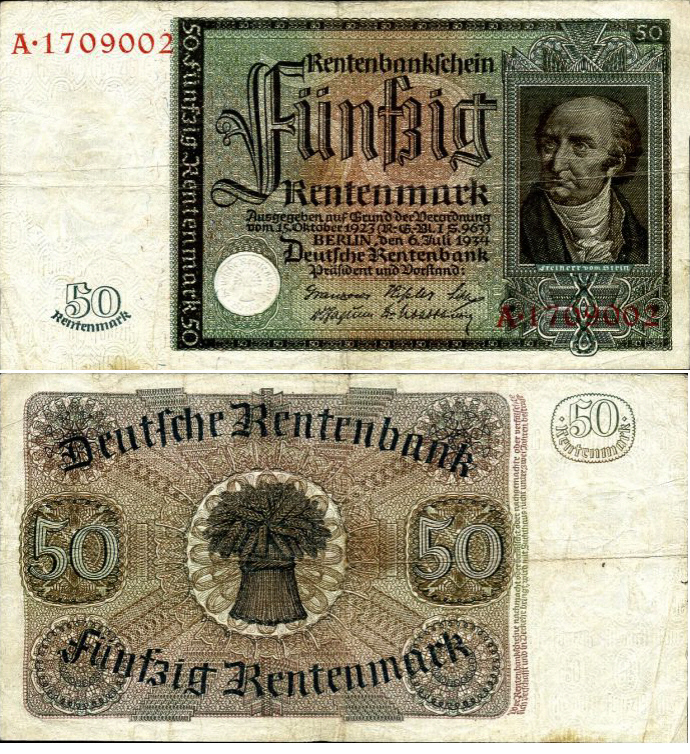
A Deutsche Rentenbank 50 járadékmárkás (Rentenmark) bankjegye 1934-ből. Előoldalán Heinrich Friedrich Karl Reichsfreiherr vom und zum Stein (1757-1831) portréjával, hátoldalán búzakéve ábrázolásával.

### Reichskreditkasse(Birodalmi Hitelpénztár)
A német Reichskreditkasse (Birodalmi Hitelpénztár) 1938-tól bocsátott ki Reichskreditkassenschein típusú, 50 birodalmi pfennig, valamint 1, 2, 5, 20 és 50 birodalmi márkás címletű papírpénzeket a német hadsereg katonái és a megszállt országokban történő forgalom számára.

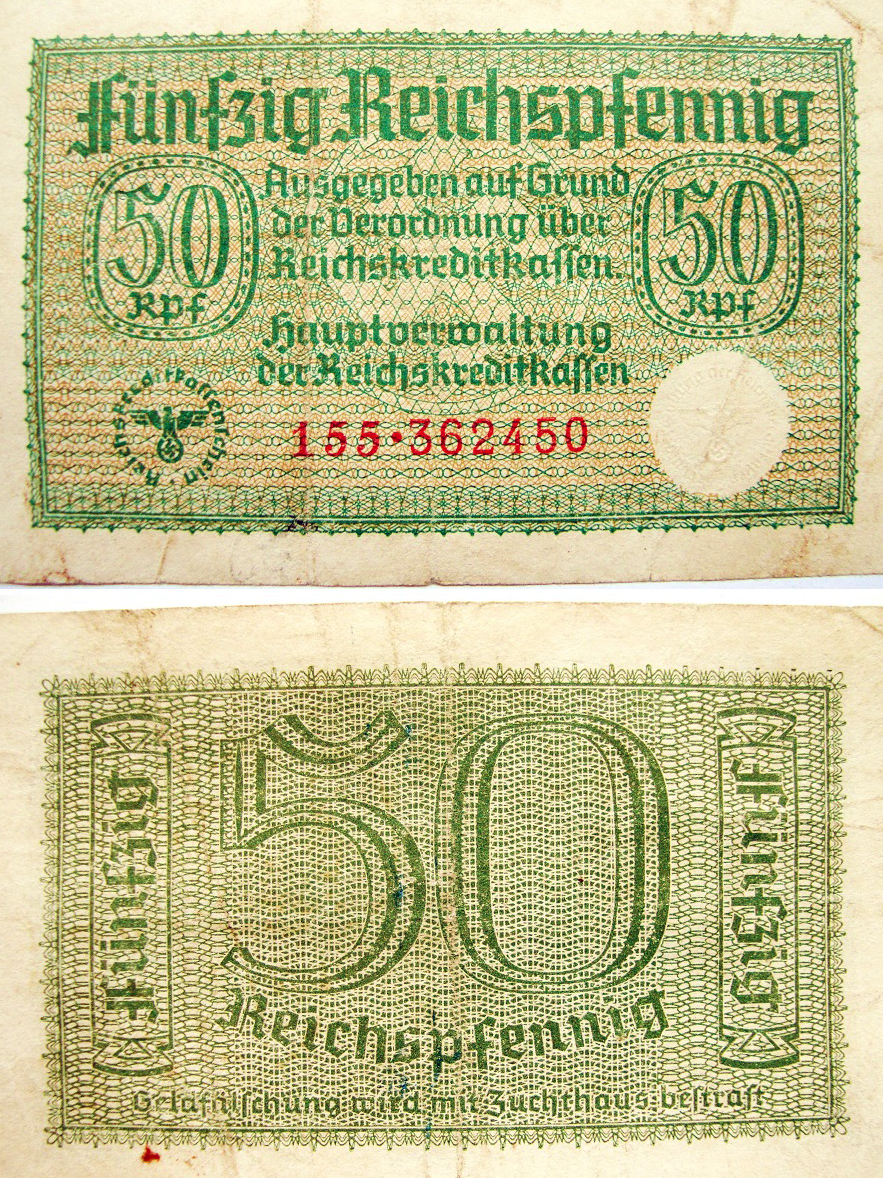
Reichskreditkasse: 50 Reichspfennig, 1938–1945
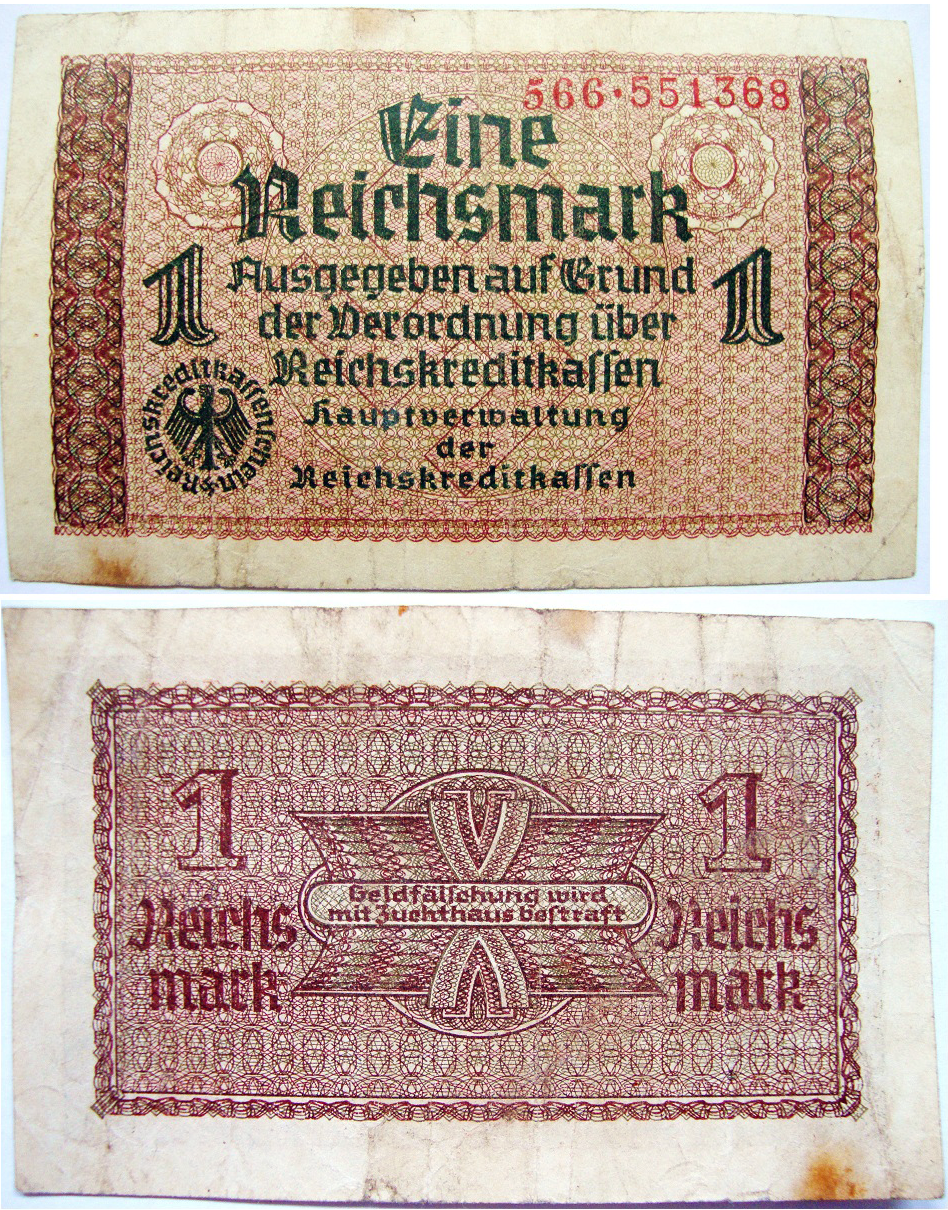
Reichskreditkasse: 1 Reichmark, 1938–1945
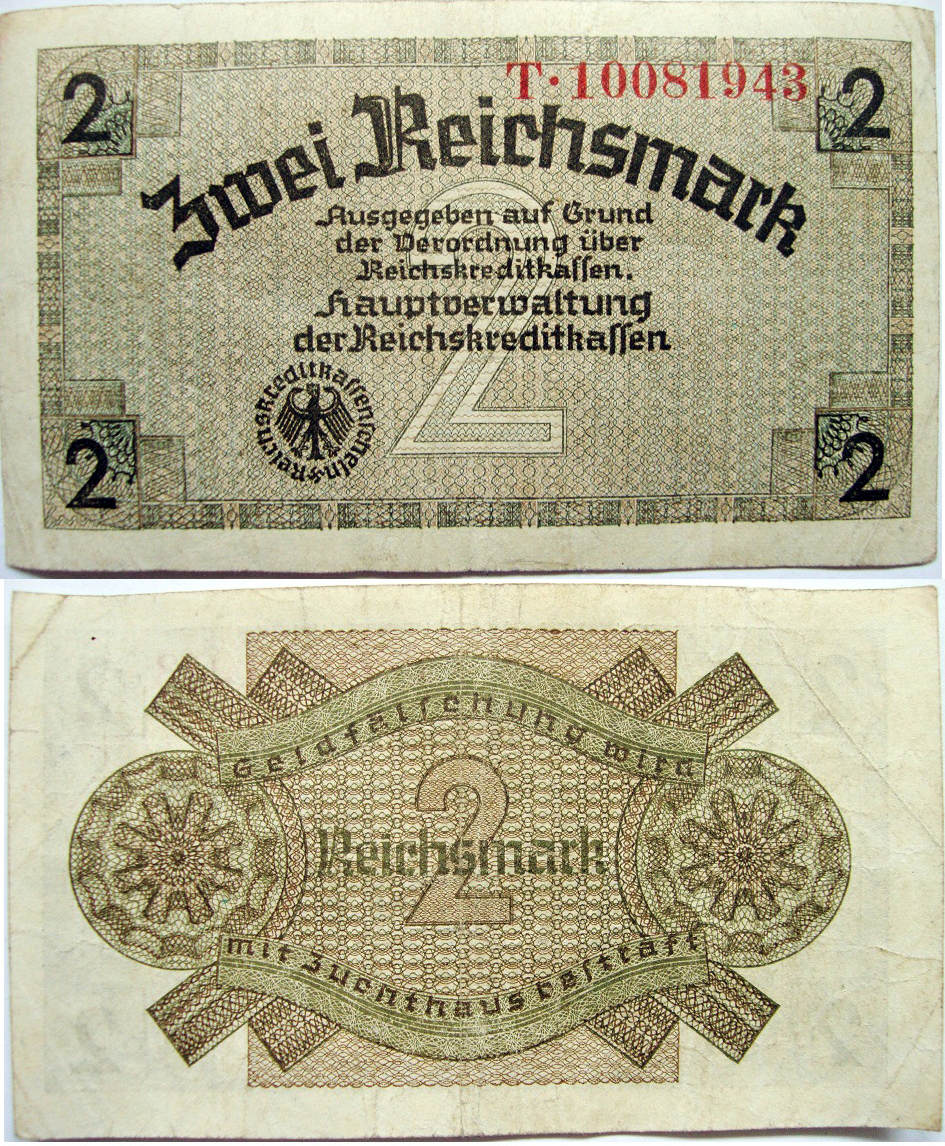
Reichskreditkasse: 2 Reichsmark, 1938–1945
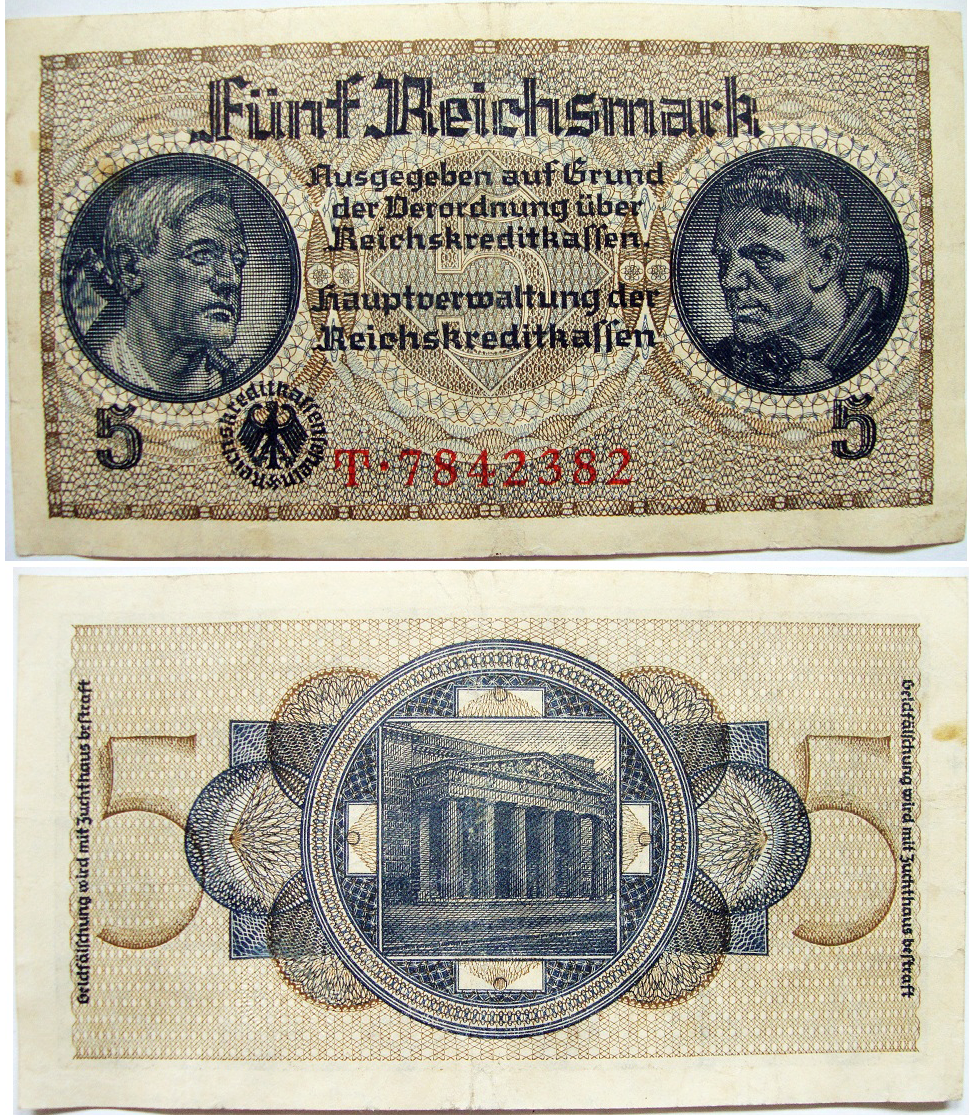
Reichskreditkasse: 5 Reichsmark, 1938–1945
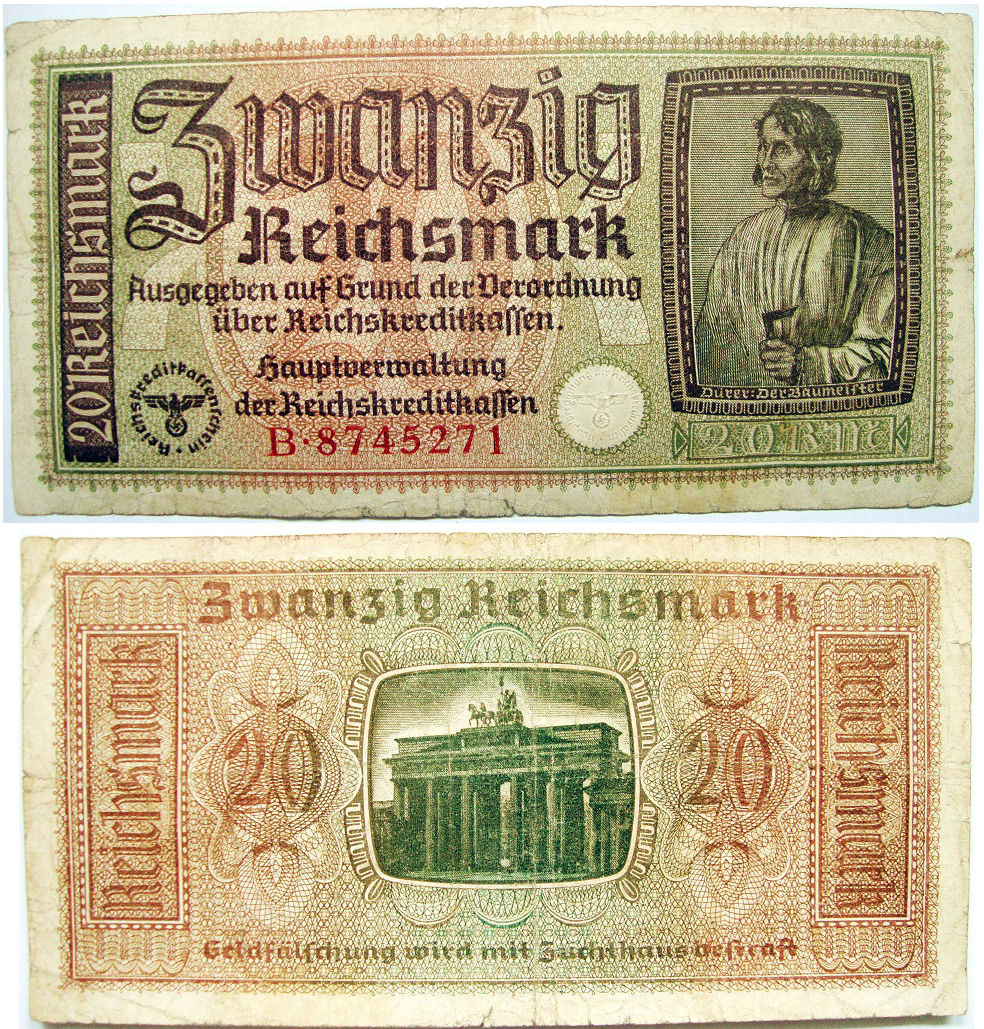
Reichskreditkasse: 20 Reichsmark, 1938–1945
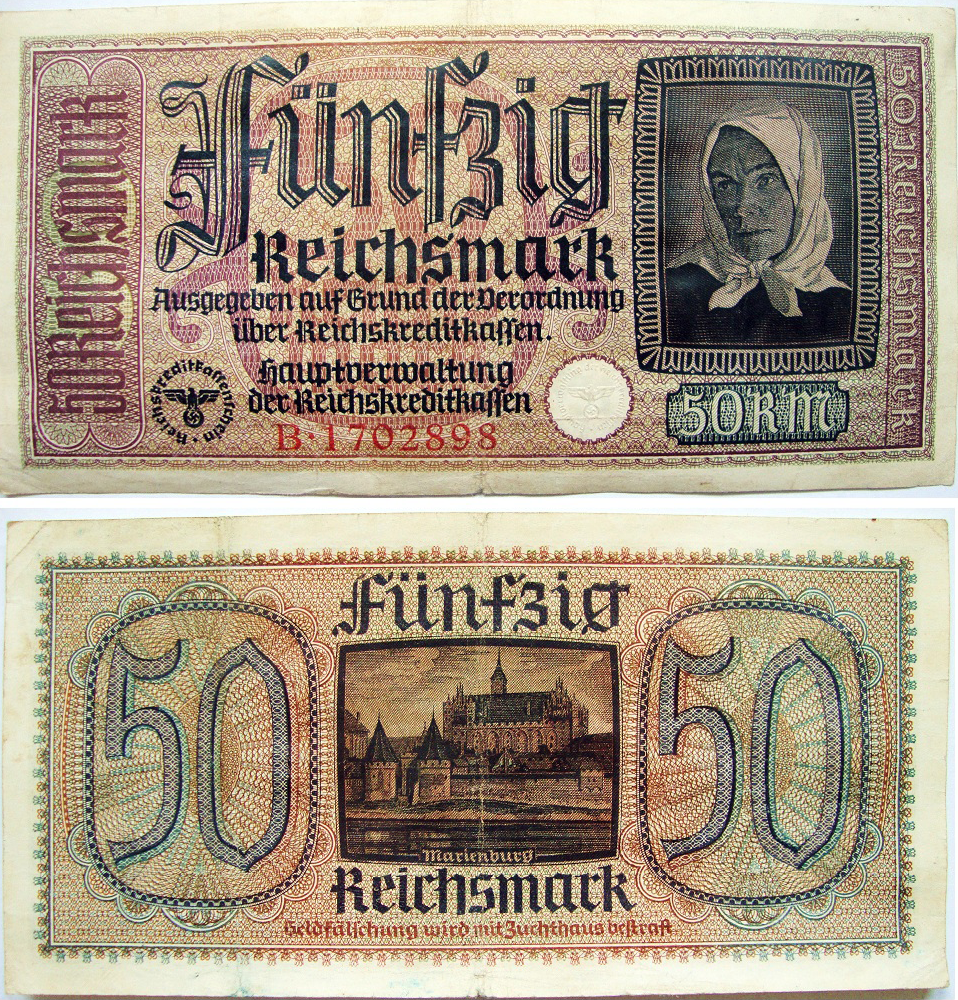
Reichskreditkasse: 50 Reichsmark, 1938–1945

### Kereskedelmi bankok (1924-1934) és az 1945-ös szászországi szükségkibocsátás
1924 és 1935 között négy német bank, a Badische Bank, a Bayerische Notenbank, a Sächsische Bank zu Dresden és a Württembergische Notenbank engedélyt kapott, hogy saját birodalmi márka bankjegyeket bocsáthasson ki, az 1924. augusztus 30-i magánjegybank-törvény alapján (Privatnotenbankgesetz vom 30. August 1924), kizárólag nagy, 50 és 100 birodalmi márkás címletekben. A kereskedelmi bankok kibocsátási joga 1935-ben szűnt meg, ekkor címleteiket bevonták. Ezek a bankjegyek mára különlegesen ritkának és rendkívül értékesnek számítanak.

#### Badische Bank
A Badische Bank badeni kereskedelmi bank 1924-ben összesen 27 millió birodalmi márka értékben kapott felhatalmazást papírpénz kibocsátásra. 1924-ben egy 50 birodalmi márkás címletet bocsátott ki Johann Peter Hebel portréjával.

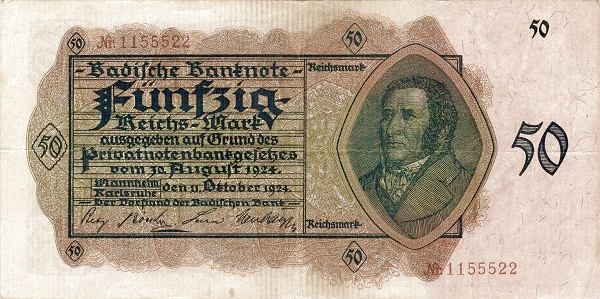
A Badische Bank 1924-es 50 birodalmi márkás bankjegyének előoldala Johann Peter Hebel portréjával.

#### Bayerische Notenbank
A bajor Bayerische Notenbank 1924-ben összesen 70 millió birodalmi márka értékben kapott felhatalmazást papírpénz kibocsátásra. 1924-ben egy 50 és egy 100 birodalmi márkás bankjegyet hozott forgalomba, 1925-ben pedig egy új típusú 50 birodalmi márkást.

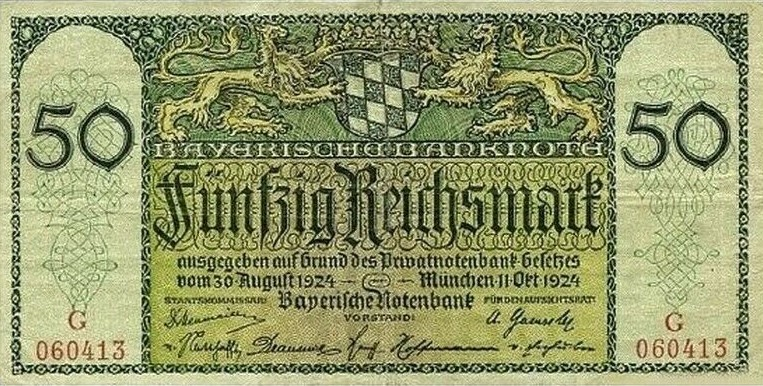
A Bayerische Notenbank 1924-es 50 birodalmi márkás bankjegyének előoldala.
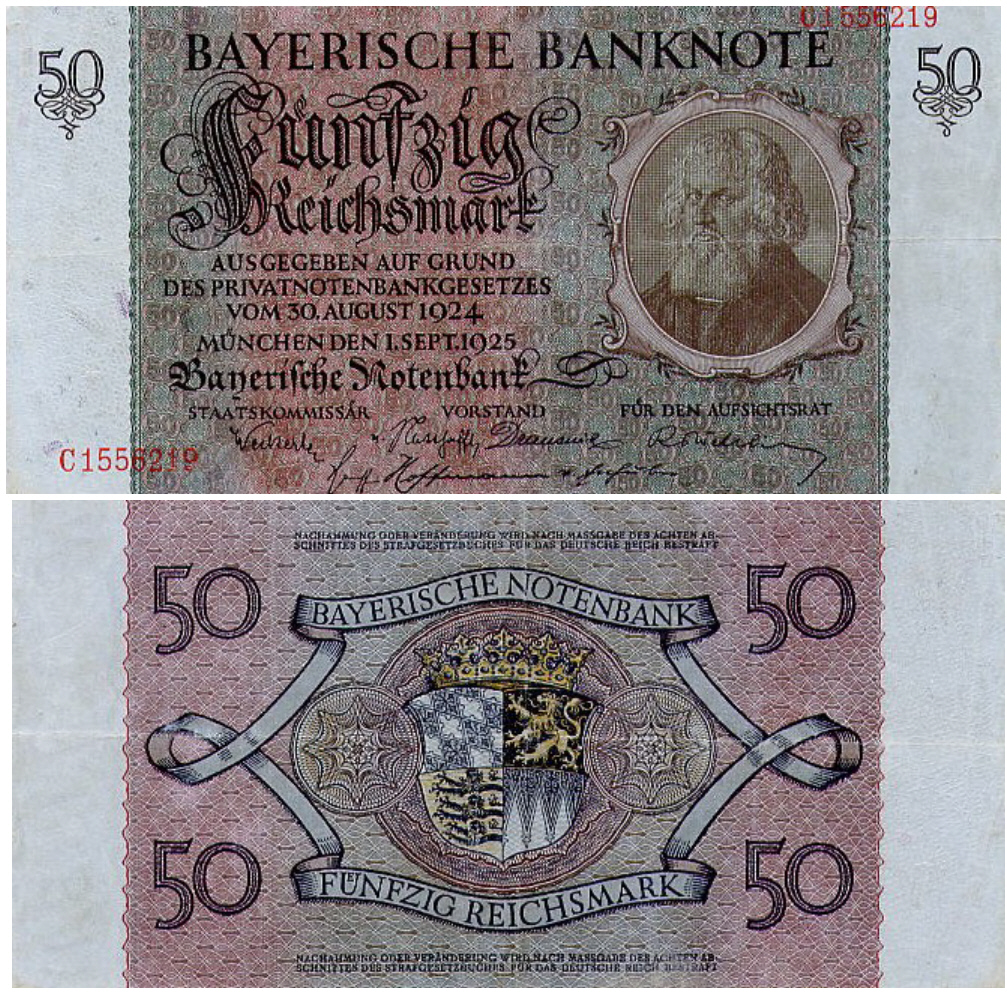
A Bayerische Notenbank 1925-ös 50 birodalmi márkás bankjegyének elő- és hátoldala. A portré Albrecht Dürer Hieronymus Holzschuhert ábrázoló festménye alapján készült.
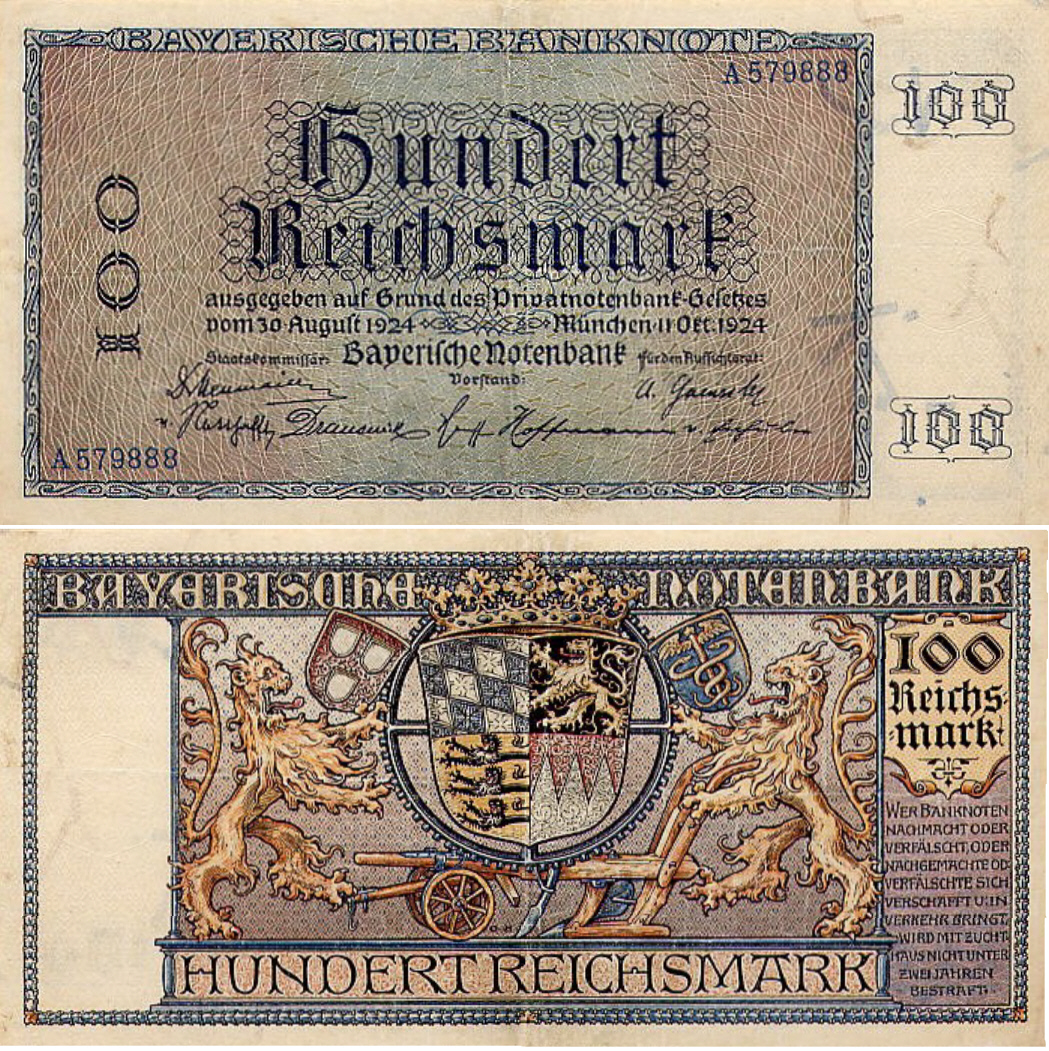
A Bayerische Notenbank 1924-es 100 birodalmi márkás bankjegyének elő- és hátoldala.

#### Sächsische Bank zu Dresden
A százországi, drezdai Sächsische Bank zu Dresden 1924-ben összesen 70 millió birodalmi márka értékben kapott felhatalmazást papírpénz kibocsátásra. 1924-ben 50 és 100 birodalmi márka címletű bankjegyeket hozott forgalomba.

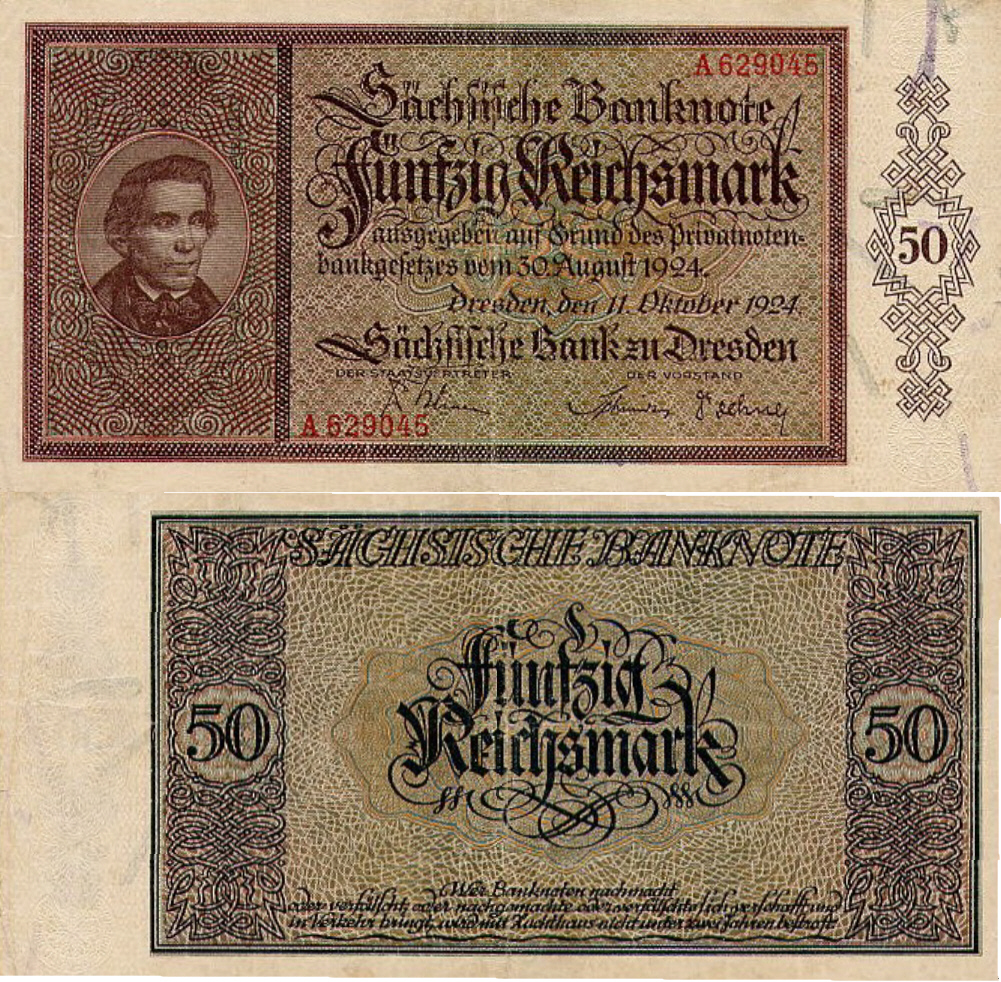
A Sächsische Bank zu Dresden 1924-es 50 birodalmi márkás bankjegyének elő- és hátoldala, Ludwig Richter festő portréjával.
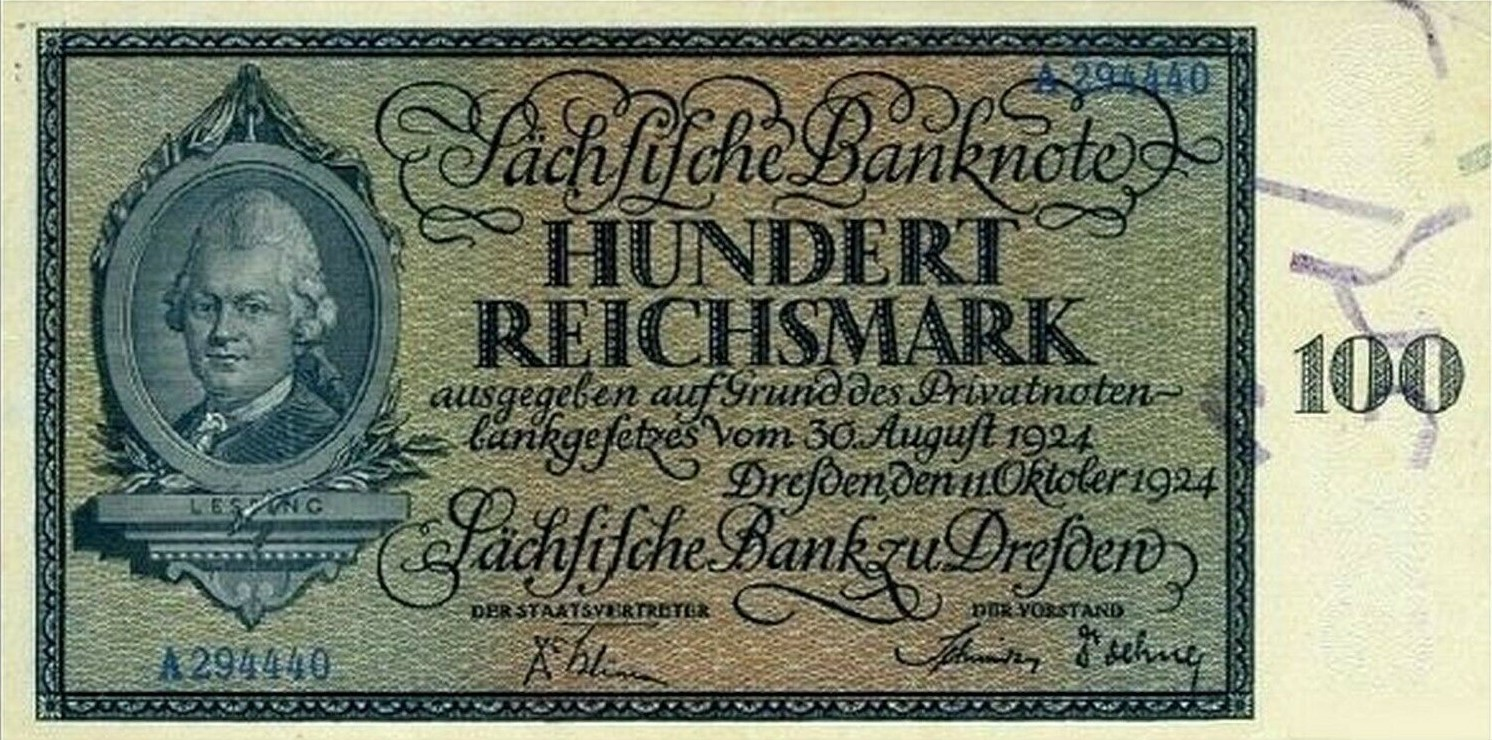
A Sächsische Bank zu Dresden 1924-es 100 birodalmi márkás bankjegyének előoldala, Gotthold Ephraim Lessing portréjával.

#### Württembergische Notenbank
A Württembergische Notenbank nevű kereskedelmi bank 1924-ben összesen 27 millió birodalmi márka értékben kapott felhatalmazást papírpénz kibocsátásra. 1924-ben egy 50 és egy 100 birodalmi márkás címletet, utóbbin az idősebb Jörg Syrlin (1425-1491) szobrász portréjával, 1925-ben pedig egy új típusú 50 birodalmi márkás bankjegyet bocsátott ki Daniel Schubart (1739-1791) képmásával.

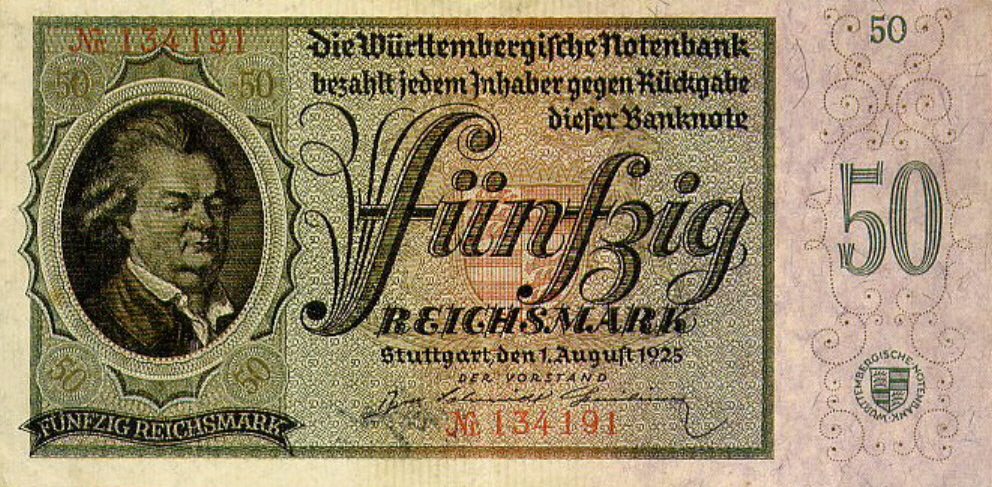
A Württembergische Notenbank 50 birodalmi márkás bankjegyének előoldala 1925-ből, Daniel Schubart (1739-1791) portréjával.

#### Sächsische Staatsbankszükségkibocsátás (1945)
A szászországi Sächsische Staatsbank 1945. április 26-i dátummal 5, 10 és 20 birodalmi márka címletű szükség bankjegyeket hozott forgalomba.

### Szövetséges megszállási papírpénzek (Allied-Military Currency) – AM Mark

#### Közös kibocsátás
Az amerikai, brit, francia és szovjet szövetségesek Németország legyőzését követően az Egyesült Államokban, az állami bankjegynyomdában (US Bureau of Engraving and Printing) és a Forbes magáncégnél (Forbes Lithograph, Boston MA – rejtett F betűjelzéssel) készült nyomólemezekkel 50 pfennig, 1, 5, 10, 20, 50, 100 és 1000 márkás megszállási papírpénzeket hoztak forgalomba. Az egyes címletek sorozatszáma alapján lehetett beazonosítani, hogy az amerikai, a brit, a francia, vagy a szovjet hatóságok bocsátották ki őket.

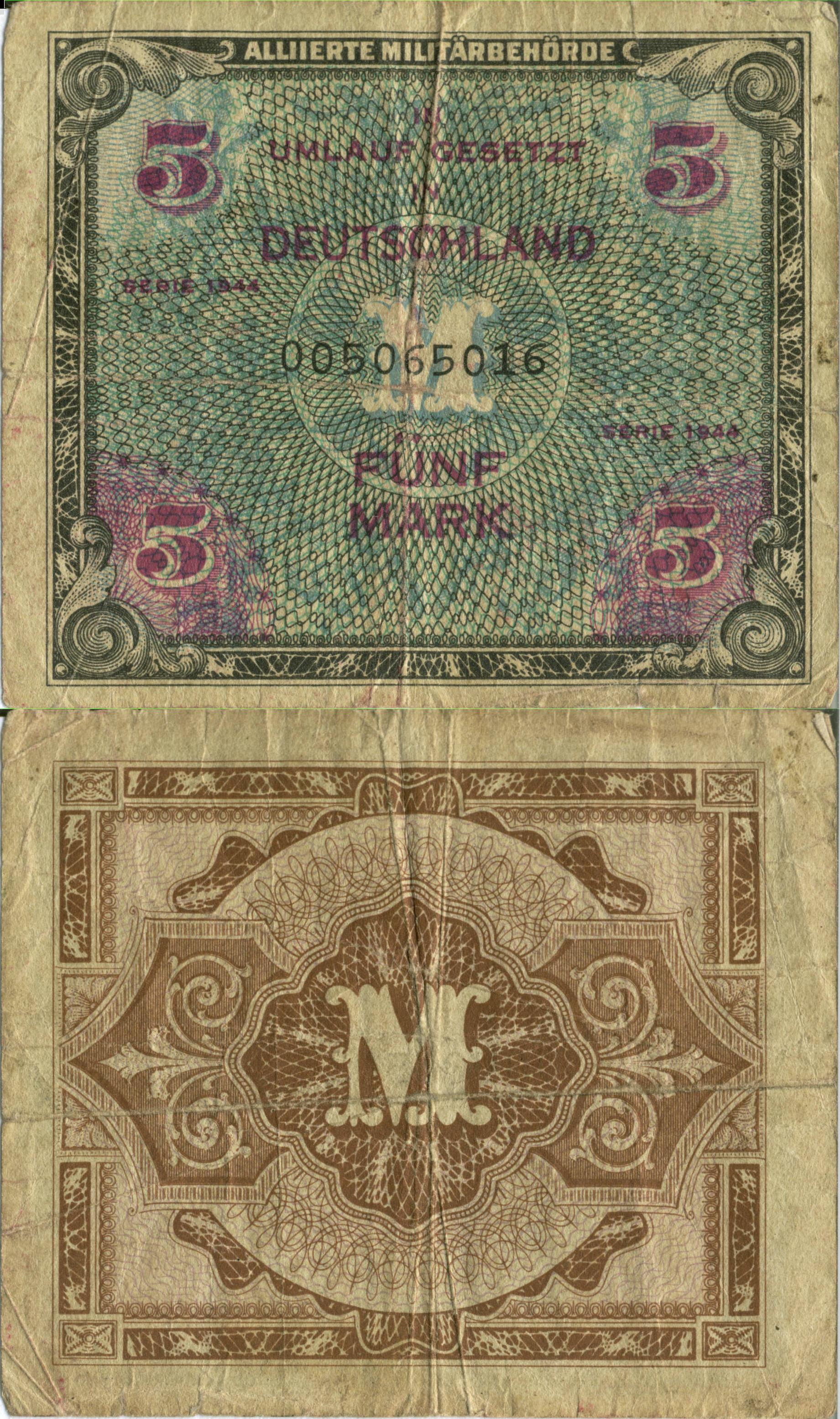
Allied-Military Currency 5 márkás címlet elő- és hátoldala.

#### Francia megszállási övezet
A francia hatóságok saját megszállási övezetükben önállóan is bocsátottak ki kis címletű papírpénzeket. Badenben (Land Baden) 1947-ben egy 5 pfenniges, Rheinland-Pfalzban a tartományi kormány nevében (Landesregierung Rheinland-Pfalz) 5, 10 és 50 pfennigest, Württemberg-Hohenzollern tartományban (Land Württemberg-Hohenzollern) szintén 5, 10 és 50 pfenniges címleteket.